# Typografie

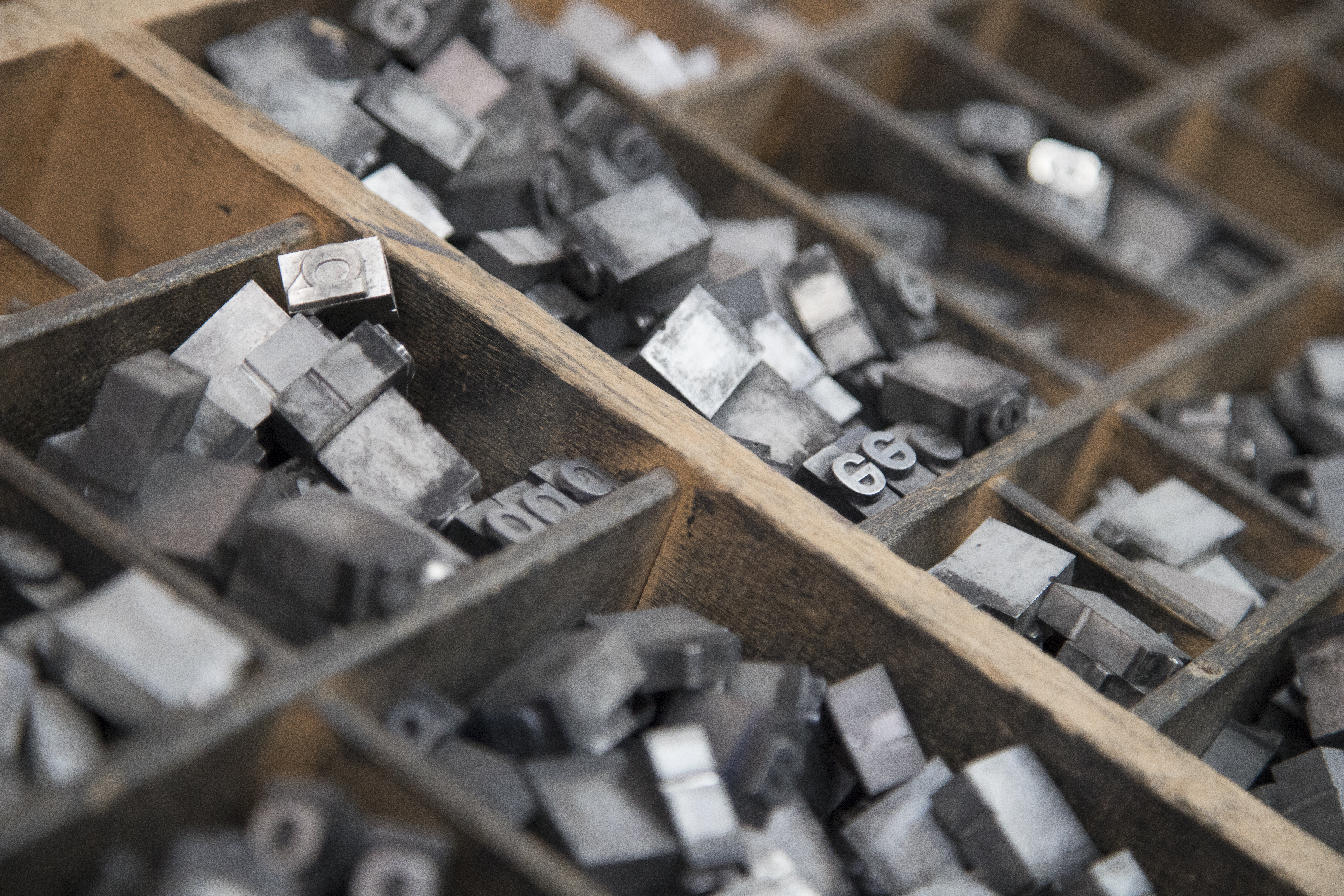
Traditionelle Typografie: Lettern in einem Setzkasten

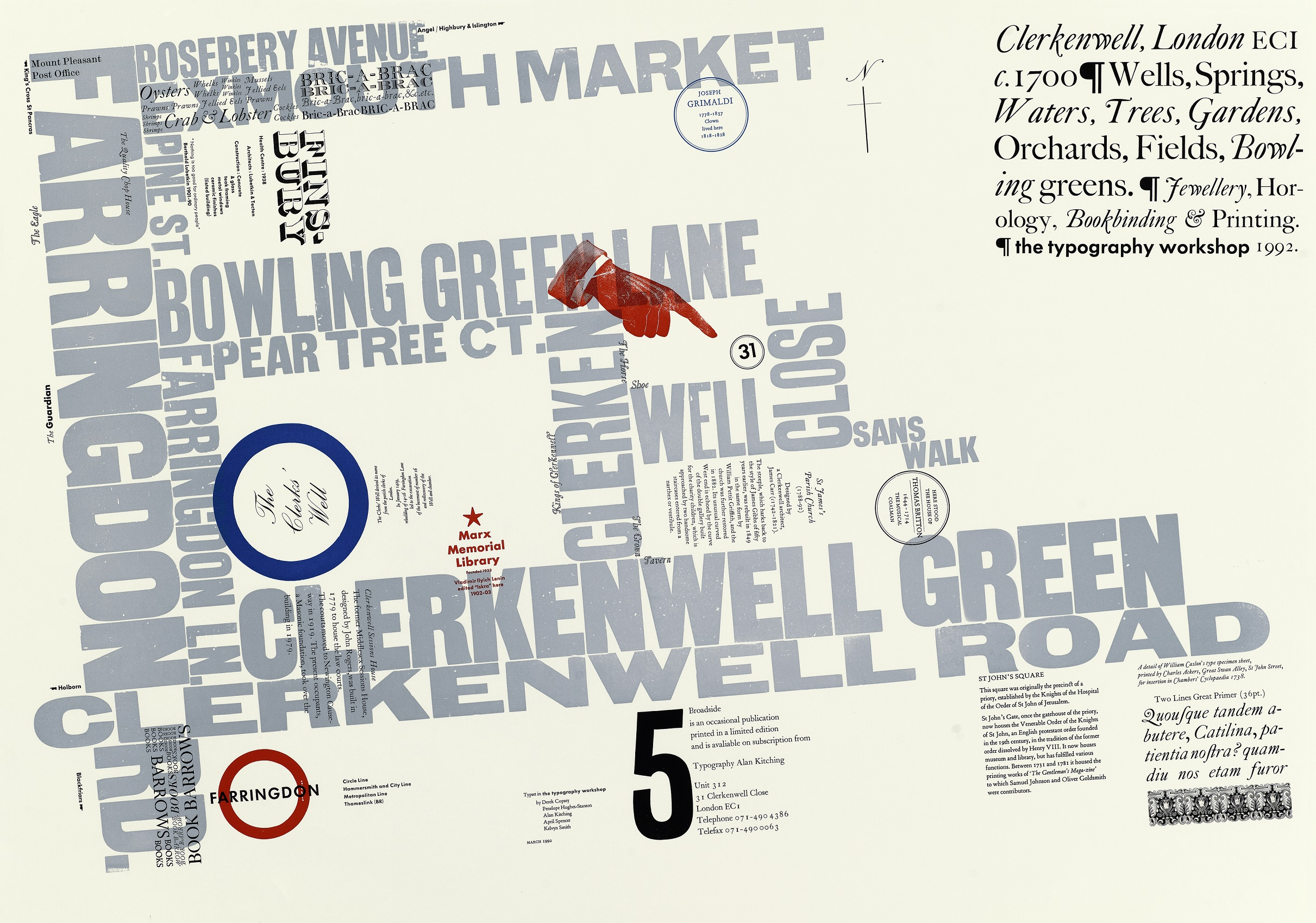
Kreativ-experimentelle Typografie mit alten Schriftmustern in dem Magazin Broadway

Der Begriff Typografie (empfohlene Duden-Schreibweise: mit „f“ zum Beginn der letzten Silbe; früher: Typographie) ist abgeleitet von dem altgriechischen Wort týpos für Schlag, Abdruck, Figur, Typ und dem Zusatz -graphie für Schreiben. Er umfasst im engeren Sinn alle Aspekte der Gestaltung und Anordnung von Schriftzeichen, insbesondere im Druck und auf Bildschirmen und Anzeigen. Der Begriff kam erstmals in der Renaissance auf. Hier charakterisierte er die Buchdruckerkunst inklusive der dort auftretenden technischen und ästhetischen Fragen.
Seit der Erfindung des Drucks mit beweglichen Lettern durch Johannes Gutenberg haben sich in Verständnis und Praxis von Typografie gravierende Veränderungen ergeben. Während sich in der frühen und mittleren Neuzeit Typografie hauptsächlich mit Fragen des Buchdrucks beschäftigte, wurden im 19. und 20. Jahrhundert auch Fragen der Werbegestaltung, der Gestaltung von Corporate Designs sowie öffentlichen Infosystemen Teil typografischer Praxis. Technisch hat das – traditionell mit den Berufen des Schriftsetzers sowie Grafikdesigners verbundene – Gestalten von Texten sowie deren Vervielfältigung ebenfalls elementare Veränderungen durchgemacht. Wegen der teils jahrhundertealten Tradition der zusammenhängenden Berufe, die bis in die Zeit der Zünfte zurückgehen, musste der Markt für digitale Arbeitswerkzeuge erst durch die Lösung von berufstypischen Problemstellungen am Computer erschlossen werden, bevor sie etablierte Methodik verdrängen konnten. Typografie am Bildschirm diente zunächst nur dem Dialog zwischen Anwender und Maschine, bevor sie selbst zu einem digitalisierten Produkt wurde und die Vielfalt der Gebrauchstypografie, unter anderem durch die Ablösung von Schreibmaschinen, erweitern konnte. Die jüngsten Veränderungen in der Typografie umfassen ihre Darstellung auf immer höher aufgelösten Bildschirmen und Anzeigen, sodass das Gebiet aus dem Schatten der Druckherstellung herausgetreten ist und sich der Veröffentlichung von Texten im und durch das Internet zuwendet. Zunehmend beeinflussen Fragen der Typografie selbst ebenfalls Anzeige- und Darstellungstechnik auf Hardware- und Softwareebene.
Allgemein wird die Typografie als „dienende Kunst“ betrachtet. Im Mittelpunkt steht die optimale Leserlichkeit von Texten sowie ihre zweckdienliche und zielgruppenadäquate Gestaltung. Die Typografie gliedert sich auf in unterschiedliche Bereiche: die Mikrotypografie (die sich dem Satzbild sowie Lesbarkeitsfragen im engeren Sinn widmet), die Makrotypografie (bei der gestalterische Fragen im Vordergrund stehen), der Gebrauch sowie die Erstellung von Schriften und schließlich die wissenschaftliche oder auch praxisorientierte Behandlung typografischer Fragen – ein Bereich, der das Archivieren und Katalogisieren von Informationen ebenso beinhaltet wie das Sammeln sowie Weitergeben von fachhistorischem Wissen. Als Fachgebiet hat die Typografie ein umfangreiches Fachvokabular entwickelt – von altertümelnden Begriffen wie „Hurenkinder“ und „Schusterjungen“ (für alleinstehende Absatzenden am Ende oder Beginn einer Seite) bis hin zu neuen Begriffen aus der Software-Entwicklung.

## Begriff: Herkunft und Gebrauch

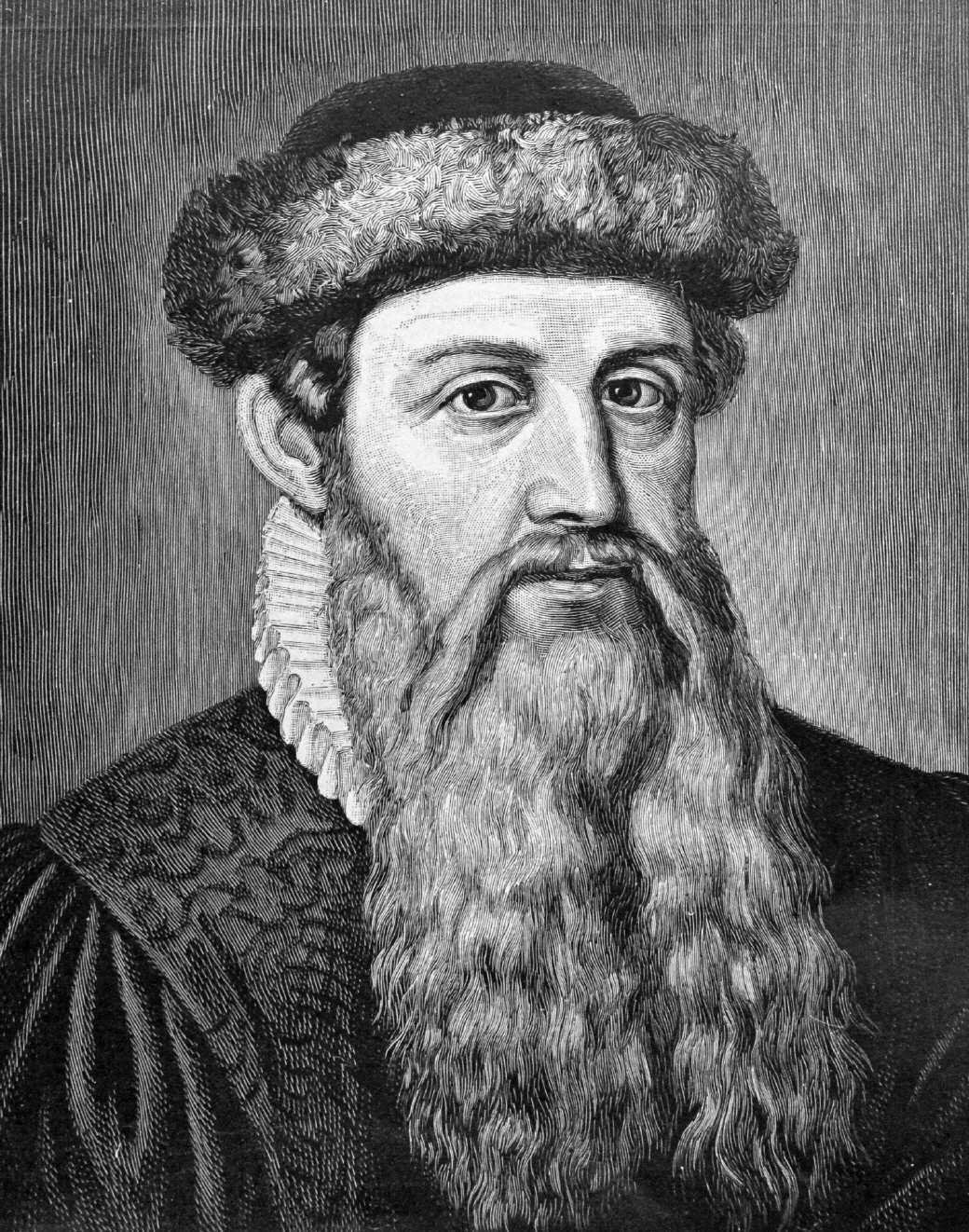
Johannes Gutenberg

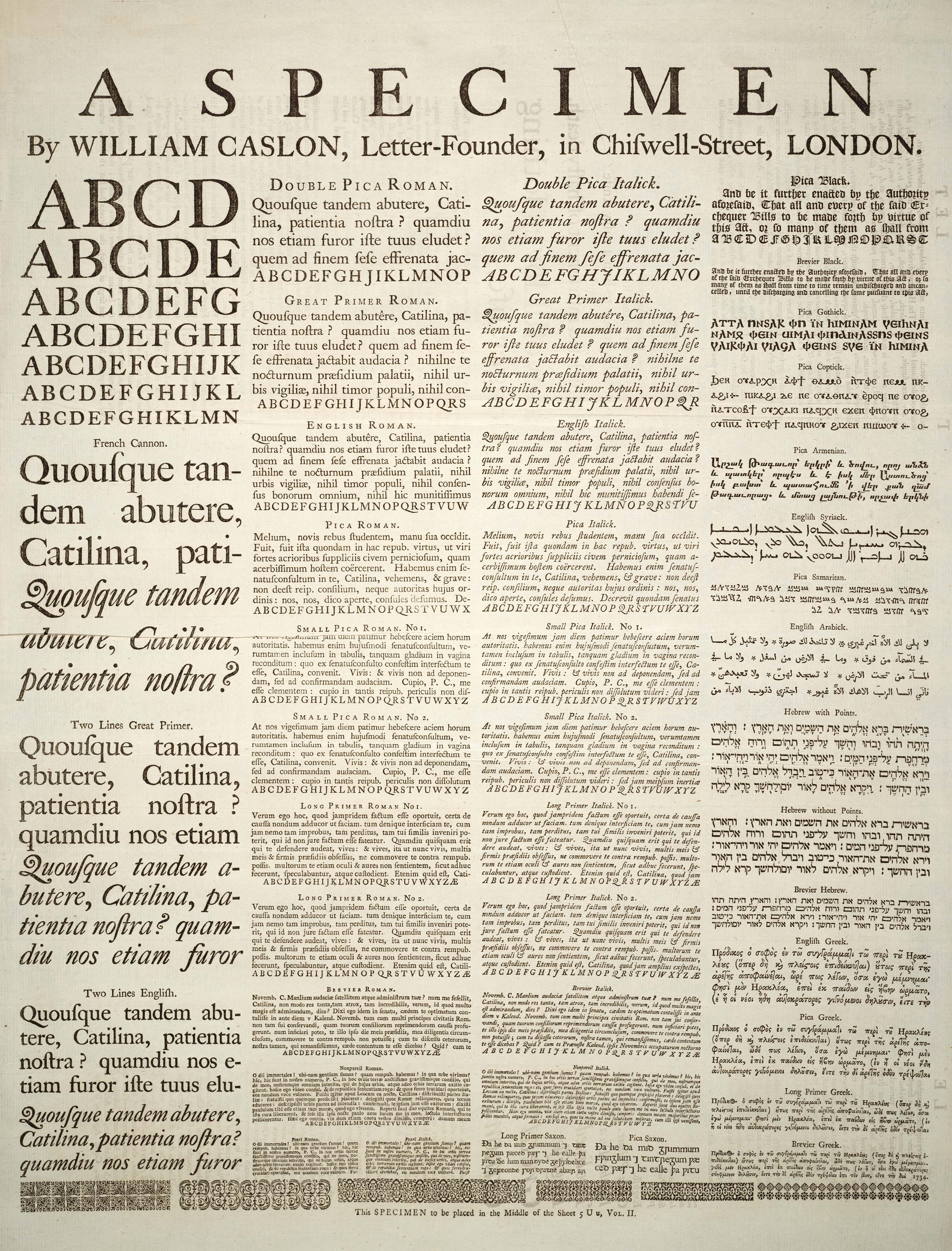
Schriftmuster der Druckerei von William Caslon I (ca. 1734)

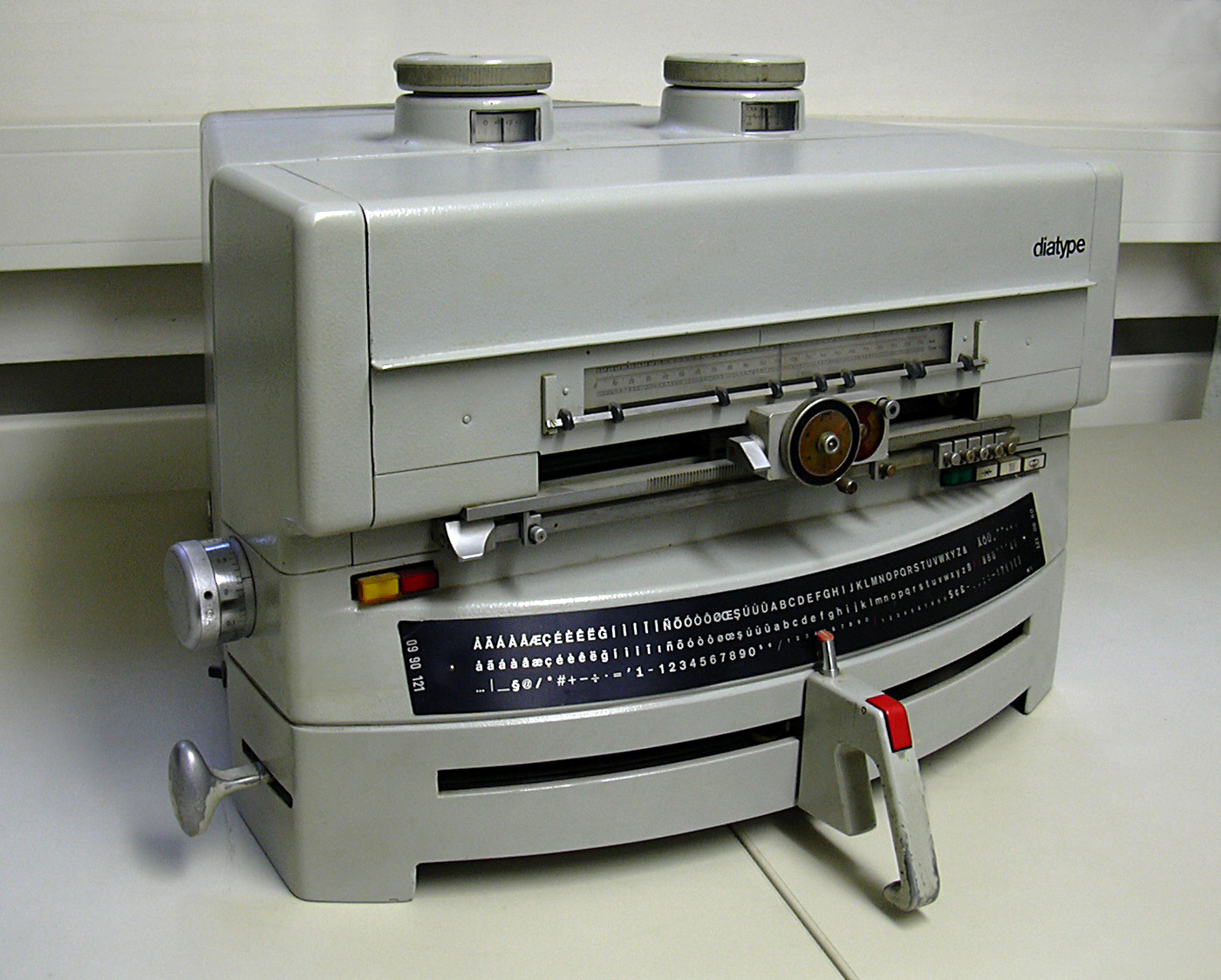
Diatype Handfotosetzmaschine im Einzelbuchstabenverfahren

Der im Verlauf der Renaissance aufgekommene Begriff mit dem zusammengesetzten Wort typos (für Abdruck) und -graphie (für Schreiben) kennzeichnete ursprünglich alle Bereiche, die mit dem neuen Buchdruckverfahren zu tun hatten – den Guss von Lettern, unterschiedliche Techniken bei der Vervielfältigung sowie ästhetische Fragen betreffs die formale Gestaltung von Druckwerken. Alternative Begriffe waren „Buchdruckerkunst“, „Schwarze Kunst“ (für das Schwarz der hauptsächlich zur Anwendung kommenden Druckfarbe) sowie der lateinische Begriff typographia – zu Deutsch: „Typografik“ oder „Schriftlehre“. Wer den Begriff genau prägte, ist nicht bekannt. Erschwert wird die Begriffsgenese durch den Umstand, dass typografisches Wissen über Jahrhunderte nur in mündlicher Form weitergegeben wurde.
Aufgrund der gravierenden technologischen Veränderungen – speziell: der Etablierung moderner Computertechnologien – ist eine klare und eindeutige Definition, was Typografie genau beinhaltet, kaum noch möglich. Ein praktischer Ausdruck sind die Berufsfeld-Veränderungen der letzten Jahrzehnte: der traditionelle Schriftsetzer avancierte zum Mediengestalter, zusätzlich hinzu gesellten sich vollkommen neue Berufsfelder wie zum Beispiel das des Webdesigners. Der Typografieexperte Wolfgang Beinert brachte die veränderte Begriffsbedeutung mit folgender Zusammenfassung auf den Punkt: „Typografie beinhaltet nunmehr sowohl theoretische als auch praktische Disziplinen sowie unterschiedliche kulturtheoretische und gestalterische Betrachtungsweisen.“

## Geschichte
Die Typografie im heutigen Sinn bildete sich in der Frührenaissance heraus. Eng verknüpft ist sie mit der Erfindung des Buchdrucks durch Johannes Gutenberg im Jahr 1454. Die Typografiegeschichte, wie sie in Europa, einigen Teilen Asiens, Australien sowie auf dem amerikanischen Doppelkontinent vermittelt wird, gilt so allerdings nur für den weiteren Einzugskreis der lateinischen Schrift und ihrer alphabetbasierten Verwandten. Die Entwicklung in Ostasien setzte bereits rund 80 Jahre früher ein. Allerdings konnte sich der Druck mit beweglichen Lettern in dieser Großregion lange nicht durchsetzen. Ein Hauptgrund: das komplexe chinesische Schriftsystem mit seinen über 100.000 Schriftzeichen. Die lateinische Schrift, wie sich zu der Zeit herausbildete, bestand aus drei unterschiedlichen Elementen: Großbuchstaben, deren Ursprungspunkt die römische Capitalis monumentalis war, auf die Karolingische Minuskel zurückgehende Kleinbuchstaben sowie, als drittes, Ziffern arabisch-indischen Ursprungs.
Die Entwicklung des Buchdrucks europäischer Provenienz blieb über Jahrhunderte handwerklich geprägt. Der traditionellen Schriftsetzer-Sprache entstammen zahlreiche Fachbegriffe – auch solche, die heute einen stark unzeitgemäßen Beigeschmack haben wie zum Beispiel „Hurenkinder“ und „Schusterjungen“ (für einzeilige Absatzenden am Anfang oder am Ende einer Zeile). Stilistisch bildete sich in dieser Zeit eine Koexistenz unterschiedlicher Schrift-Grundformen heraus: gebrochene Schriften (wie die Fraktur), auf das römische Alphabet sowie die frühmittelalterliche Minuskel zurückgehende Antiqua-Schriften und schließlich Schreibschriften.
Im allgemeineuropäischen Rahmen setzte sich bald die Antiqua als dominierender Schrifttyp durch; lediglich im deutschsprachigen Raum konkurrierten die beiden Modelle Gebrochene und Antiqua bis weit hinein ins 20. Jahrhundert. Die Entwicklung der Antiqua-Schrift durchlief mehrere formale Ausprägungen, die bis heute die Basis bilden für die grundlegenden Schriftklassifikationsmodelle: Venezianische Renaissanceantiqua, Französische Renaissanceantiqua, Barock- oder Übergangsantiqua sowie Klassizistische Antiqua. Als weitere grundlegende Abwandlungen kamen im 19. und 20. Jahrhundert der Typus der serifenbetonten (Slab Serif) sowie der der serifenlosen Schriften (Sans Serif; Groteskschriften) hinzu.
An den handwerklich bestimmten Verfahren änderte sich bis zum Ende des 18. Jahrhunderts wenig. Das Grundprinzip basierte auf Stahlstempeln und Matrizen; erstere dienten als „Mastervorlagen“ für die Massenproduktion beweglicher Bleilettern. Technische Verfeinerungen sowie ein verfeinerter Geschmack kamen allerdings bereits bei den Schriften der Barockantiqua- und klassizistischen Antiqua zum Tragen. Im 19. Jahrhundert wurden sowohl die Druckverfahren als auch die Bedingungen des – bis dato manuell stattfindenden Schriftsatzes – durch neue Verfahren revolutioniert. Entscheidend hier waren – für Abbildungen – die Lithografie, die Erfindung der Bleisetzmaschine sowie technische Innovationen wie etwa der Pantograf, der im Bereich Reproduktion von Schriftentwürfen einen immensen Fortschritt bedeutete. Flankierend hinzu traten neue Medien wie die Zeitung – später dann Zeitschriften wie die in Deutschland weit verbreitete Gartenlaube oder etwa das bekannte US-Periodikum Harper’s Bazaar. Der Markt für und die Nachfrage nach Drucksachen differenzierte sich mehr und mehr aus – Entwicklungen, welche in der Summe das neue Zeitalter der Massenmedien einläuteten.
Auch ästhetisch war die Typografie im 19. und 20. Jahrhundert immensen Veränderungen unterworfen. Eine davon war das Aufkommen neuer, oft eigenwillig oder auffällig gestalteter Werbeschriften, deren Zweck vor allem darin bestand, prägnante Slogans an den Mann und die Frau zu bringen. Mit der Werbetypografie und dem aufkommenden Grafikdesign als neuem Zweig einher ging eine rege, teilweise kontrovers geführte Diskussion ästhetischer Fragen. Serifenlose Schriften – von damaligen Zeitgenossen oft als „grotesk“ (daher der Name) bezeichnet, etablierten sich in zunehmendem Ausmaß. Auf die Spitze getrieben wurde der Geschmacksstreit um eine angemessene Typografie für die moderne Zeit von der Elementaren Typografie – einer neuen Richtung, die maßgeblich von Konstruktivismus beeinflusst war und inhaltlich dem Bauhaus nahestand. Einen Gegenpol bildete der vor allem in Deutschland erbittert geführte „Frakturstreit“. Inhaltlich ging es dabei um die Frage, ob die (gebrochene) Fraktur stärker die in Deutschland herrschenden Lesevorlieben abbilde oder aber die römisch-lateinische Antiqua.
Obwohl das NS-Regime in diesem Streit widersprüchliche Positionen einnahm (und praktisch zwischen „Deutscher Schrift“ und Favorisierung der Antiqua changierte), waren gebrochene Schriften zumindest als dominierendes Leseschrift-Modell in Deutschland seit 1945 diskreditiert. International setzte sich der Internationale Stil als dominierende Gestaltungsweise durch – eine gemäßigte Adaption der Bauhaus-Lehren, aus der später die Schweizer Typografieschule erwuchs. Infografik, Corporate Design, Gestaltungsraster sowie die Favorisierung serifenloser Schriften wie etwa der Helvetica avancierten zu prägenden Elementen zeitgemäßer und zeitloser Typografie-Gestaltung.
Zwei weitere, in der zweiten Hälfte des 20. Jahrhunderts einsetzende Entwicklungen waren der Fotosatz und schließlich die moderne Computertechnologie. Letztere prägte einen neuen Begriff: Desktop Publishing (DTP), das Verlegen von Druckerzeugnissen und später auch elektronischer Literatur am Schreibtisch. Kennzeichnend für das Desktop Publishing war nicht nur das softwaregestützte Produzieren von Satzprodukten, die bearbeitungstechnische Integration von Grafiken, Bildern und Text bei gleichzeitiger Rationalisierung der Arbeitsabläufe, sowie die mit dieser Entwicklung einhergehende Produktion einer zuvor nicht gekannten Menge neuer, digitaler Schriftfonts, deren Technik und Einsatzmöglichkeiten durch den Übergang von Druck zu elektronischen Medien ebenfalls einen stärkeren Wandel erfahren. Auch das Produzieren selbst verlagerte sich, durch die Vereinfachung des Prozesses auf der einen Seite und die Zugänglichkeit entsprechender Dienstleistungen wie Onlinedruckereien andererseits, zunehmend von „Experten“ und Fachkräften hin zu den Anwendern oder Usern. Bislang letzter Schritt dieser Entwicklung sind die Gestaltungsoptionen, die sich mit dem Aufkommen handlicher elektronischer Wiedergabegeräte wie Smartphones, digitale Beschilderung, Touchpads und E-Book-Reader etablierten. Sowohl der computergestützte Satz als auch die Online-Typografie beinhalteten eine Reihe technischer und auch ästhetischer Binnen-Veränderungen. Hierfür stehen OpenType-Schriften mit der heute umfangreichsten Unterstützung des internationalen Unicode-Standards und seiner Schriftsysteme, Variable Fonts mit anwendersteuerbaren Schrifteigenschaften, Color Fonts mit anwendersteuerbarem Mehrfarbeinschluss, sowie Webfonts, die es ermöglichen, Schriften bei der Gestaltung von Webseiten mit einzubinden, statt auf die vorinstallierten Systemschriften beschränkt zu sein. Zusätzlich erlauben neue Anzeigemedien wie hochauflösende Bildschirme mit Echtfarbdarstellung und elektronisches Papier eine vorher unerreichte Qualität digitaler Typografie.
Waren früher eherne, von Zünften und jahrhundertealten Berufsständen geprägte Gestaltungsnormen vorherrschend, zog Digitalisierung, Desktop Publishing und eine breitere Zugänglichkeit von Medien und Arbeitswerkzeugen eine Liberalisierung der Typografie und ihrer Ästhetik nach sich. Unterschiedliche Gestaltungsrichtungen – wie beispielsweise die „Underground Typography“, Retro-Typografie und ähnliche – treten in Konkurrenz zum gestalterischen, von Tradition und Norm geprägtem „Mainstream“. Ausdifferenziert haben sich demzufolge auch die Zielgruppen, welche mit typografischen Botschaften angesprochen werden sollen. Auch wenn von Amateuren gestaltete typografische Produkte infolge dieser Entwicklungen immer weitere Verbreitung finden, ist die Pflege der – teils jahrhundertealten – typografischen Tradition mit ihren Gepflogenheiten und Regeln nach wie vor ein wesentliches Anliegen von Typografie, sowohl in ihrem theoretischen Selbstverständnis als auch hinsichtlich der Vermittlung typografischer Kenntnisse. Durch soziale Medien und das Internet werden der Allgemeinheit diese Kenntnisse nähergebracht, was vorher meist nur kunstakademischen oder universitären Kreisen vorbehalten war. Einen Zugang zu Grundlagen der Typografie erlangen insbesondere junge Menschen auch heute noch durch ein gepflegtes Interesse an Schönschrift und Kalligrafie, das heißt mit der Aufnahme schriftgestalterischer Handarbeit, welche ebenfalls durch soziale Medien neue Popularität erlangte.

## Bereiche der Typografie
Die heutige Typografie gliedert sich in eine Reihe (mehr oder weniger) miteinander verbundener Teildisziplinen auf. Die wichtigste davon ist die Mikrotypografie. Sie kapriziert sich vor allem auf die möglichst leserlich und ansprechend dargebotene Gestaltung kleiner wie großer Textmengen. Zweiter Bereich ist die Makrotypografie. Sie behandelt Fragen der Seitengestaltung, aber auch die zielgruppenorientierter Ästhetik. Ein dritter Bereich dreht sich rund um das Design von Schriften sowie ästhetisch-historische Fragen, welche die Gestaltung von Schriften (oder auch das Erstellen von Revivals alter Schriften) bestimmen. Ein vierter Bereich ist die allgemeine Traditionspflege. Sie beinhaltet das Sammeln von Informationen sowie – im weiteren Sinn – die Fachdiskussion rund um allgemeine, das typografische Metier (mit) betreffende Fragen, auch am Beispiel historischer Bewertung von Typografie.

### Mikrotypografie

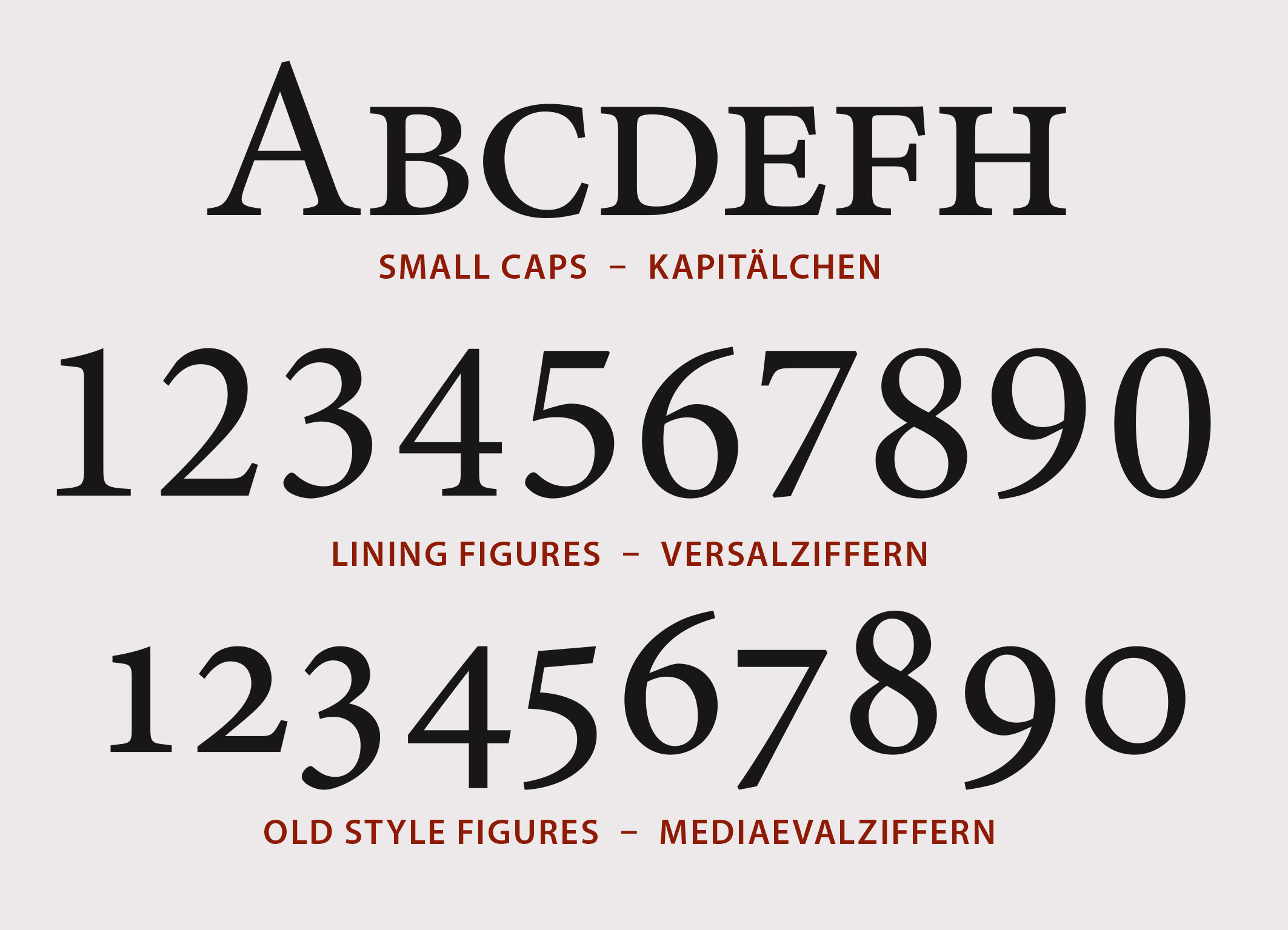
Schriftelemente: Kapitälchen, Versalziffern und Mediaevalziffern

Laut Definition des Schweizer Typografen und Buchgestalters Jost Hochuli handelt es sich bei Mikrotypografie um ein Segment der angewandten Typografie. Auch als Detailtypografie bezeichnet, beschreibt sie – im Gegensatz zur Makrotypografie – die Schrift und ihre Anwendung im Schriftsatz selbst. Als Themengebiet umfasst die Mikrotypografie, so Beinert, sowohl die fundierte Interpretation der Typometrie von Buchstaben, Ziffern und Zeichen, als auch deren ins Detail gehende Anwendung im Schriftsatz respektive Feinsatz. Die Typografie wartet heute mit einem beträchtlichen Satz Sonderzeichen auf. Mit Tastaturen, die in der Tradition mechanischer Schreibmaschinen stehen, können diese nicht direkt eingegeben werden. Einige diese Zeichen werden von Textverarbeitungsprogrammen durch automatische Ersetzung ähnlicher Tastaturzeichen oder spezieller Eingabezeichenfolgen eingesetzt. Dazu gehören der Langstrich (Halbgeviertstrich), typografische Anführungszeichen, oder Pfeile. Auch diese Sonderzeichen sind Teil der historischen Entwicklung. Einige Zeichen – wie etwa das lange „s“ (Zeichen: „ſ“) – sind praktisch nicht mehr in Verwendung. Neu hinzugekommen sind etwa das „at“ (Darstellung: „@“) oder auch das Euro-Zeichen (Darstellung: „€“). Während die klassische Schreibmaschinentastatur (inklusive Leeranschlag) lediglich typischerweise 97 Zeichen zur Verfügung stellte, offerieren zeitgemäße Schriften in der Basisausstattung über 200, in Teilen bis zu mehrere Tausend unterschiedlicher Schriftzeichen. Im Detail gliedert sich das Zeicheninventar einer normalen Computerschrift auf in: Groß- und Kleinbuchstaben, Satzzeichen wie Punkt, Komma, Ausrufezeichen, Klammern und weitere, Ziffern, diakritische Zeichen sowie ein breites Sortiment sonstiger Spezialzeichen (wie etwa Langkreuz, Doppellangkreuz, Abtrennungspunkte, mathematische Zeichen und Weiteres).
Ergänzend hinzu treten im professionellen Satz Spezialformen für Kleinbuchstaben (Minuskeln) und Ziffern: Kapitälchen und sogenannte Mediävalziffern. Erstere lassen sich zwar auch elektronisch generieren; im professionellen Satz wird der schriftdesignerisch optimierten Variante in Form eigener Zeichen der Vorzug gegeben. Mediävalziffern – also Ziffern mit Ober- und Unterlänge sind vor allem im Buchsatz und in Kombination mit Serifenschriften weit verbreitet. Zusätzlich gibt es weitere Spezialformen wie Bruchziffern sowie Spezialzeichen für mathematischen Satz sowie Notensatz. In modernen Satzschriften mit enthalten sind oft auch Zeichenbelegungen, die mitteleuropäische Sprachen abdecken – ebenso Schriften, die weitere Schriftsysteme wie Kyrillisch oder Arabisch entweder mit abdecken oder in Form eigener Schriften vorliegen.
Als weitere Steuerungsmöglichkeiten bieten professionelle Layoutprogramme wie Adobe InDesign oder Quark XPress unterschiedlich breite Leerraum-Intervalle – angefangen vom normalen Leeranschlag über Geviert, Halbgeviert, Drittelgeviert, Achtelgeviert sowie weiteren Varianten. In der Praxis stellt der professionelle Einsatz dieser Zeichen-Vielfalt eine unübersehbare Unterscheidung zwischen professionellem Satz und Amateur-Satz dar.
 Bestimmend in der Mikrotypografie sind darüber hinaus die grundlegenden typometrischen Proportionen von Schrift. Die vertikale und horizontale Ausprägung einer Schriftart wird auch Metrik genannt. Zur vertikalen Metrik gehören die vertikalen Binnenunterteilungen von Buchstaben (Oberlänge, Versalhöhe, x-Höhe oder Minuskelhöhe, Unterlänge) sowie der frei bestimmbare Zeilenabstand. Letzterer besteht in der Regel aus der Schriftgröße plus einer kontextabhängigen Zugabe, dem Durchschuss.
| Art      | Jahr          | pt | mm    |
| -------- | ------------- | -- | ----- |
| Truchet  | 1694          | 1  | 0,118 |
| Fournier | 1737          | 1  | 0,345 |
| Didot    | ca. 1795      | 1  | 0,376 |
| Pica     | 1886          | 1  | 0,351 |
| DTP      | seit ca. 1990 | 1  | 0,353 |

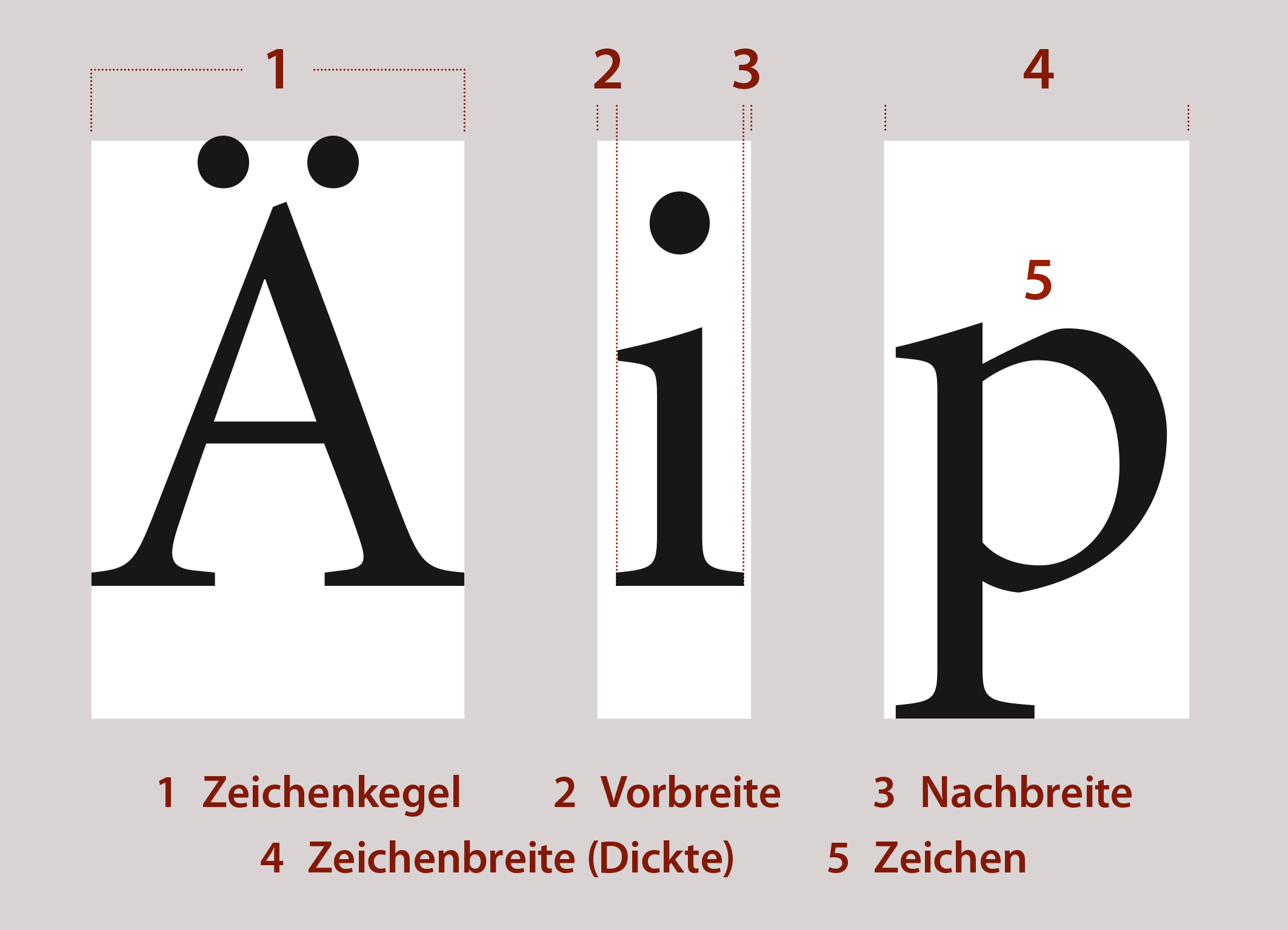
Dickte inklusive Vor- und Nachbreite

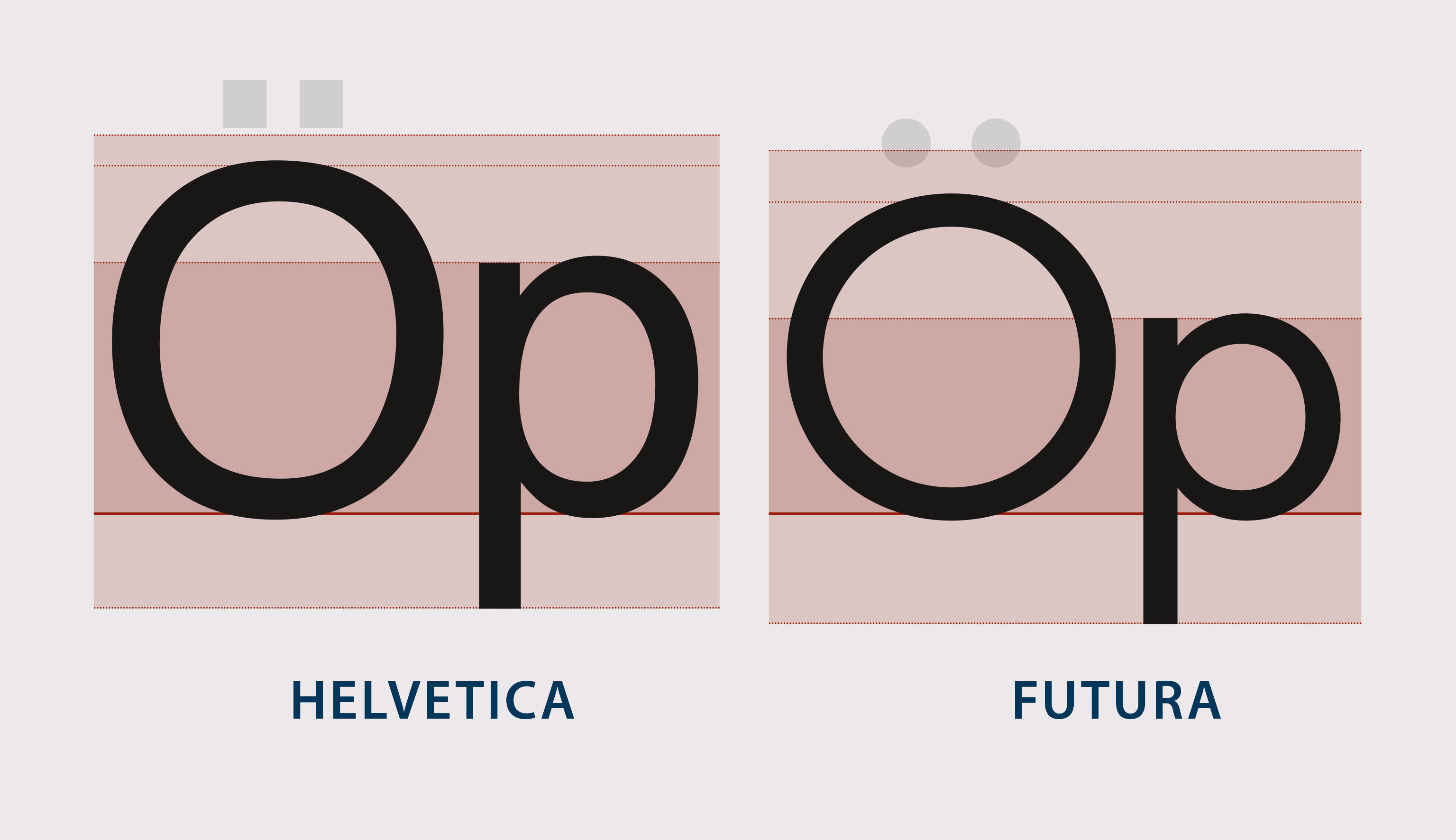
Optische versus numerische Größen von Schriften

Das auf die konkrete Satzarbeiten hin abgestimmte Ausbalancieren der drei Faktoren Schrift, Schriftgröße und Zeilenabstand erfordert in der typografischen Praxis ein sachverständiges Beurteilungsvermögen – nicht zuletzt aufgrund des Umstandes, das Schriften bei gleicher Schriftgröße oft verschieden groß wirken. Ursache: das jeweilige, vom Schriftdesigner meist mit beabsichtigte Verhältnis zwischen x-Höhe einerseits und Ober- sowie Unterlänge andererseits. Praktisch gehandhabt werden müssen nicht nur optisch differierende numerische Größen. Ebenso ist der optische Größeneindruck mit in Betracht zu ziehen. Ein zusätzliches Steuerungsmittel im Bereich Schriftgröße sind sogenannte Optical Sizes: gesonderte Schriftschnitt-Varianten für unterschiedliche Einsatzzwecke wie Kleingedrucktes, Text und Schaugrößen.
Eine Eigenheit der Mikrotypografie ist, dass schriftbestimmende Parameter nicht auf dem metrischen System basieren, sondern auf einem typografischen Spezialmaß – dem Punkt. Die in der heutigen Mediengestaltung zum Zug kommende Variante dieses historischen Spezialmaßes beträgt 0,353 Millimeter. Die mit wichtigste Größennorm der Typografie ist allerdings eine relative: das Geviert. Die konkrete Größe eines Gevierts richtet sich stets nach der festgelegten Schriftgröße. Wichtig ist das Geviert unter anderem deswegen, weil sich sowohl Buchstabenbreiten als auch Vor- und Nachabstände der einzelnen Zeichen auf dessen Höhe beziehen. Alle drei Werte zusammen ergeben die sogenannte Dickte – den Raum, den ein Zeichen, inklusive des Leerraums davor und danach, einnimmt. Die Notwendigkeit einer ausgeglichenen Zwischenraum-Gestaltung wird als so immens veranschlagt, dass viele Typografen sie letztlich als wichtiger befinden als die ästhetische Ausgestaltung einer Schrift. Der Hintergrund dieser Beurteilung: Nur ausgeglichene Abstände wirken sich nicht störend auf die Lesbarkeit aus.
Bei den meisten professionellen Satzschriften ist die beschriebene Synchronisation der Zeichenabstände bereits werkseitig gegeben. Zusätzlich haben die Anwender moderner Satzprogramme die Möglichkeit, auch hier steuernd einzugreifen und die Laufweite von Textpassagen entweder zu spationieren (sprich: die Buchstaben auseinanderzuziehen und so den Zeichenabstand im Gesamten zu erhöhen) oder aber enger zu gestalten respektive den Abstand zwischen einzelnen Zeichen zu verringern (Fachbegriff hier: Unterschneidung). Darüber hinaus offeriert die Mikrotypografie eine Vielzahl von Empfehlungen, welche die professionelle Optimierung von Texten betreffen. Die beiden Autoren Friedrich Forssman und Ralf de Jong haben in ihrem Buch Detailtypografie ein umfangreiches Kompendium einschlägiger Regeln und Empfehlungen zusammengestellt. Die einschlägigen Do’s and Dont’s sind darüber hinaus Thema einer Vielzahl weiter Buch- oder Fachzeitschriften-Abhandlungen; ausführliche Manuals zu mikrotypografischen Fragen finden sich darüber hinaus auch im Netz.
Da Mikrotypografie am stärksten von dem traditionellen Schriftsatz abgeleitet ist, konzentrieren sich in dem Bereich auch die schriftspezifischen Fachbegriffe. Das Gros der typografischen Fachbegriffe ist nicht wissenschaftlich systematisiert, sondern vielmehr zusammengesetzt aus unterschiedlichen Konventionen und Traditionssträngen. Ein Beispiel sind die unterschiedlichen Bezeichnungen für unterschiedliche Schrifttypen (Grotesk, Gothic und Sans Serif für serifenlose Schriften, Old Style oder Old Face für vage ältere Schriftmodelle, und so weiter). Großteils von herstellerspezifischen Konventionen hängen darüber hinaus auch die Bezeichnungen für bestimmte Schnitte und Strichstärken ab. Neben gängigen Charakterisierungen wie Light, Regular, Semibold, Bold und Black existieren weitere Zwischenabstufungen wie etwa Book, Roman, Demi, Heavy und weitere. Textschriften offerieren zudem flankierende Kursivschnitte, in der Regel mit den Begriffen Italic oder Oblique belegt. Historisch entwickelten sich Kursivschnitte aus den Schreibschriften der Frührenaissance. In der Satzpraxis gehören sie zu den Standardmitteln, einzelne Textpassagen oder Wörter auszuzeichnen.
Ein trendsetzender Faktor innerhalb der Mikrotypografie sind immer stärker ausgebaute Schriften. Aktuell ein sehr präsentes Modell sind sogenannte Schriftsippen oder Schriftclans: mehr oder weniger weitverzweigte Schriftfamilien, die unterschiedliche Grundmodelle wie Serif oder Sans unter einem Dach vereinen. Ein bekanntes Beispiel hier ist etwa die Thesis von Lucas de Groot, die unter anderem auch als Hausschrift bei der ARD zum Zug kommt.

### Makrotypografie

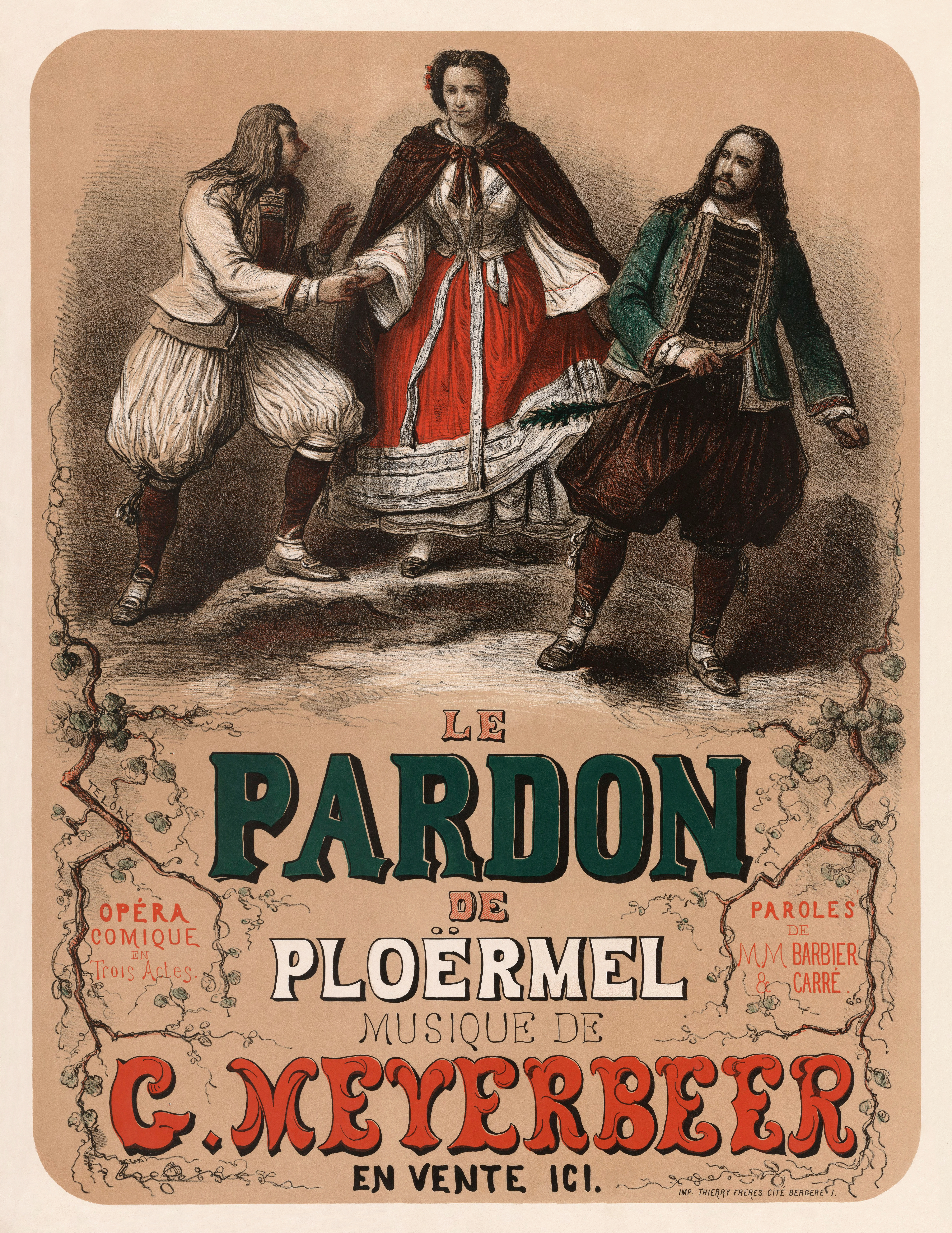
Plakatgestaltung im historizistischen Stil (1858)

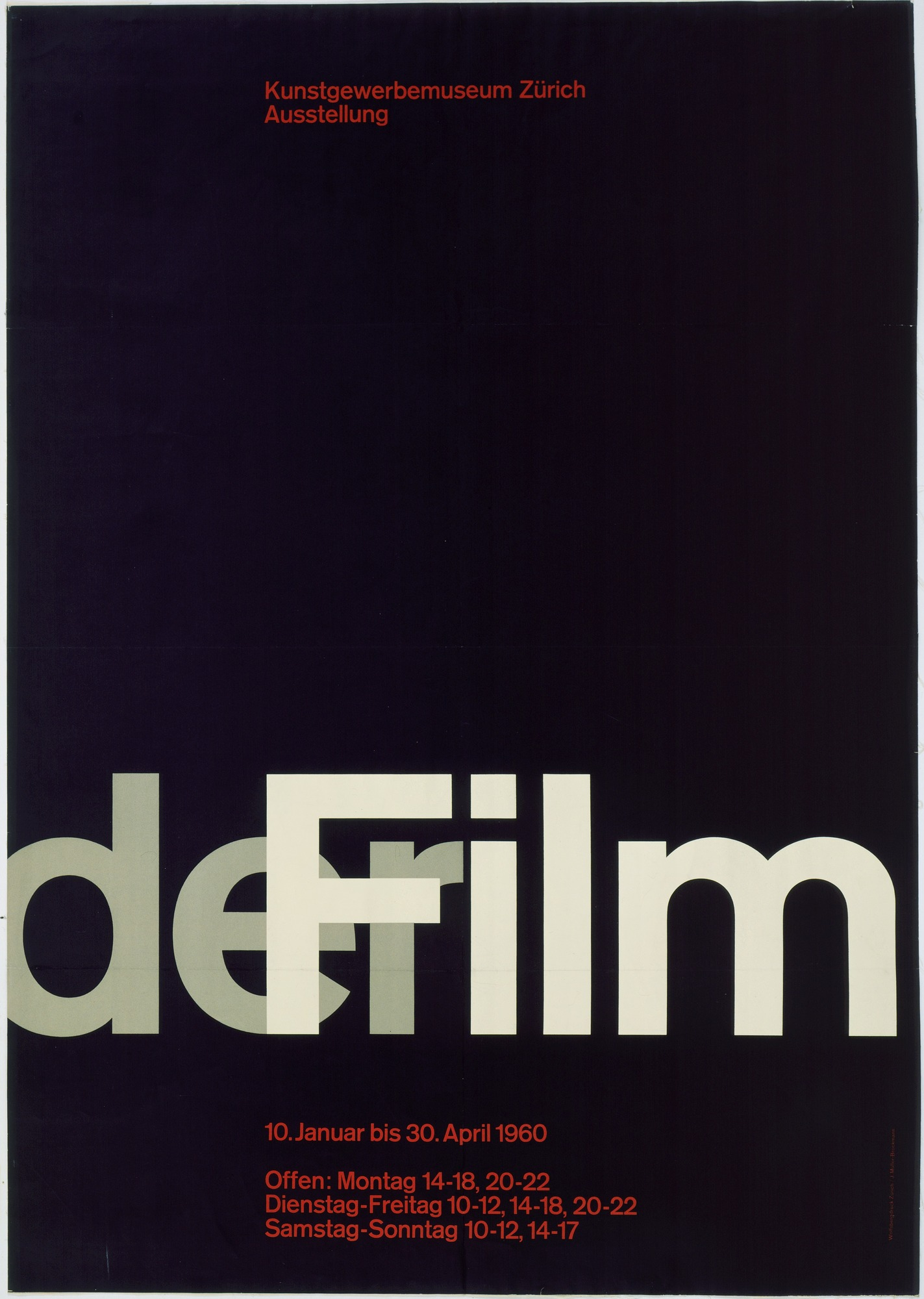
Gestaltung im Stil der Schweizer Schule (1960)

Die Makrotypografie als zweites Segment der angewandten Typografie beschäftigt sich mit der Gestaltung von Seiten, Flächen sowie, verallgemeinernd gesprochen, dem Design von Publikationen. Grundlegende Seitenaufteilungs-Methodiken wie etwa der Goldene Schnitt sind zwar bereits seit der Renaissance geläufig. Der Gestaltungsaufbau sowie die dabei herangezogenen Ordnungsprinzipien wurden im Lauf des 20. Jahrhunderts essentiell verfeinert. Eine Methode bei der Aufteilung von Seiten sind sogenannte Gestaltungsraster – ein Rasternetz, das die jeweiligen Seiten überzieht und Orientierung bietet bei der Platzierung von Headlines, den Grundtext-Spalten, Bildern, hervorgehobenen Kolumnen, sonstigen grafischen Elementen (etwa: Logos, QR-Codes etcetera) und sonstigen Informationen. Über die Schriftwahl hinaus sind eine ganze Reihe zusätzlicher Fragen zu klären: die Verwendung von Farbe(n), der – von der jeweiligen Zielgruppe abhängige – „Gesamtlook“ und schließlich Kosten sowie allgemeine Parameter der Druckabwicklung.
Zweck-, Zielgruppen- und Mediums-Abhängigkeit sind innerhalb der Makrotypografie maßgebliche Faktoren. Neben der Bestimmung wesentlicher mikrotypografischer Grundparameter wie Schriftgröße, Satzspiegel, Zeilenabstand und Ähnliches ist auch die Wahl einer zueinander passenden Kombination an Schriften – die Schriftmischung – dabei ein wesentlicher Faktor. Während bei freien oder punktuellen Arbeiten eine gewisse Gestaltungsfreiheit üblich ist, sind Unternehmens-Publikationen, Infosysteme und ähnliches stark von Vorgaben dominiert. Im Bereich der Unternehmenstypografie ist das Corporate Design des jeweiligen Unternehmens ein bestimmender Faktor – ebenso Farben, Grafik-Elemente und Ähnliches. Sowohl Firmen als auch Zeitschriften sind zunehmend dazu übergegangen, bestimmte Schriften als Teil ihrer Corporate Identity zu verwenden. Das bekannte Modemagazin Vogue etwa benutzt im Logo eine hauseigene Variante der Didot. Die Tageszeitung Die Welt verwendet seit 2019 durchgehend die Schriftsippe Freight. Das Unternehmen Daimler-Benz schließlich setzt auf die – von ihm selbst in Auftrag gegebene – Schriftsippe Corporate ASE.
Zusätzlich beinhaltet Makrotypografie medial übergreifende Konzepte – also die Verwendung gewählter Schriften auch in Online-Publikationen sowie dem Internet. Nichtsdestotrotz ist die makrotypografische Gestaltung von Publikationen stilistischen Geschmacksveränderungen unterworfen. Der Buchsatz wie zu Zeiten von Claude Garamond (dem Erfinder der Schrift Garamond) wurde bereits im 19. Jahrhundert zunehmend von „marktschreierischen“, optisch teils recht opulent ausgestalteten Layoutgestaltungen flankiert. Mit dem Aufkommen des Grafikdesigns Ende des 19. Jahrhunderts setzte eine ganze Abfolge unterschiedlicher grafischer Stile und entsprechend Geschmackskonventionen ein: Auf den – heute allgemein als schwülstig angesehenen – Historizismus folgte der Jugendstil, auf diesen Neue Sachlichkeit und Elementare Typografie, und auf diese die von Nüchternheit geprägte Schweizer Schule. Die aktuelle Hauptrichtung wurde allerdings immer wieder von Gestaltungsschulen flankiert, die mehr Kreativität sowie auch Abweichung und Rebellion zur Geltung brachten. Beispiele: Art déco, bildhafte Typografie, Flowerpower, postmoderne Typografie sowie die Grunge-Typografie mit ihrem Mentor David Carson.
Auf die „Modernität“ zeitweilig beliebter Schriften wirkte sich der Zeitgeist ebenso aus. Während etwa Satzklassiker vom Anfang des 20. Jahrhunderts zunehmend in den Hintergrund treten (Beispiele etwa: Century, Plantin oder Goudy Old Style), zählen heute unter anderem Minion, Myriad und Adobe Garamond zu den weit verbreiteten Schriften. Wesentliche Trends der letzten Jahrzehnte waren hier der systematische Aufbau schnitttechnisch gut ausgestatteter Schriftfamilien sowie das Konzept der Schriftsippe, welches die optische Vereinheitlichung noch weiter vorantrieb.

### Schriften, Schriftendesign und Schrift-Klassifikation
Unterschiedliche Schriften und Schriftarten sind das Grundhandwerkzeug, mit dem konkrete typografische Aufgaben in Angriff genommen werden. Bis ins 20. Jahrhundert hinein war der Bestand an Schriften vergleichsweise überschaubar. In den ersten Jahrhunderten nach der Etablierung des Drucks bestimmten Stempelschneider, Drucker und Verleger das Terrain. Erfolgreiche Schriftmodelle wie etwa die Garamond wurden von Generation zu Generation überliefert und erfuhren während dieses Prozesses zahlreiche Abwandlungen und Adaptionen. Mit der Industrialisierung von Druck und Satz weitete sich auch das Schriftenangebot zunehmend aus. Zu den grundlegenden Modellen und ihren zeitabhängigen Ausführungen (Renaissance-, Barock- und klassizistische Antiqua; serifenlose Schriften) gesellten sich zunehmend Werbeschriften sowie flankierender Schmuck-Zierrat.
Bereits während der Phase der Hochindustrialisierung hatten diese Veränderungen für Schriftgestalter grundlegende Konsequenzen. Die althergebrachten Stempelschneider wichen bereits im 19. Jahrhundert zunehmend den Schriftgussunternehmen-Profis, die sich auch um technische Produktionsaspekte um einem weiteren Sinn kümmerten. Beispiel: der US-Typograf und ATF-Schriftdesign-Leiter Morris Fuller Benton. Bekannte Schriftgießereien in Deutschland waren die Stempel AG, die gleichfalls in Frankfurter ansässige Bauersche Gießerei sowie die Berliner Berthold AG. Mit der durch die Computertechnik aufgekommenen, von einzelnen Herstellern unabhängigen Fonttechnologie der Gegenwart hat sich auch der Bestand verfügbarer Schriften in einem Ausmaß ausgeweitet, der selbst Fachexperten einen kompletten Überblick unmöglich macht.
Verkompliziert hat sich mit der Verbreitung einer zahlenmäßig derzeit im sechsstelligen Bereich liegenden Anzahl von Fonts die Herausforderung, Schriften sinnvoll zu klassifizieren – sprich: einer katalogisierenden Ordnung zu unterziehen. Prägend hier war lange Zeit das – 1954 zum letzten Mal aktualisierte – Modell des Franzosen Maximilien Vox. In leicht abgewandelter Form diente es als Vorlage für das deutsche Pendant, die (1964 zuletzt aktualisierte) DIN-Norm 16518. Beide Modelle fokussieren bei der Untergliederung stark auf die vier historischen Serifenschriften-Gruppen, auf Slab-Serif-Schriften (deutsche Terminologie hier: serifenbetonte Linearantiqua) sowie serifenlose Schriften (serifenlose Linearantiqua). Ergänzend hinzu treten Rubriken für die restlichen Schriftarten wie Schreibschriften, informelle Schriften, Display-Schriften, Symbolzeichen sowie gebrochene Schriften wie Fraktur, Textur und weitere.
Ob die DIN-Norm noch dazu taugt, die Vielzahl unterschiedlicher, stilistisch teilweise hybrid gestalteter Schriften sinnvoll zu ordnen, wird seit dem Ende des letzten Jahrtausends zunehmend in Frage gestellt. Als modernere Lösungen in der Diskussion sind einerseits ein Schriftmodell des Typografen Wolfgang Beinert – die sogenannte Matrix Beinert. Ein anderes Modell geht auf den Typo-Autor und Typografen Hans Peter Willberg zurück; Alleinstellungsmerkmale: eine starke Unterscheidung entlang formaler Kriterien – insbesondere zwischen statischen und dynamischen Grundformen.
Unabhängig von diesem Defiziten bei der Klassifikation von Schriften haben sich die Präferenzen für bestimmte Schriftarten oder auch konkrete Schriften stark segmentiert. Nach wie vor stark nachgefragt sind etablierte, teils schon über Jahrzehnte auf dem Markt befindliche Schriftarten wie Helvetica, Avenir und Univers. Komplettiert werden sie von neueren Serifenlosen wie der Gotham und der Knockout – wobei gelegentlich eine stark nachgefragte Werbeschrift wie die Cooper im Ranking auf die vorderen Plätze aufsteigt. Ein spezielles Segment innerhalb der Typografie sind Schriftentwerfer sowie große und kleine Schriftvertriebe – präsent entweder über große Online-Distributoren wie die von Monotype unterhaltene Site MyFonts oder aber über die eigene, unabhängige Vertriebsstrukturen. Um diese herum gruppiert sich eine Szene stark an Schriften interessierter Anwender sowie eine Infrastruktur, die Schriften entsprechend auch promotet. Eine bekannte Vereinigung hier ist der Type Directors Club (TDC), der herausragende Schriften und Designer im jährlichen Turnus auszeichnet.

Beispiele mit unterschiedlichen Schriften
Akzidenz Grotesk
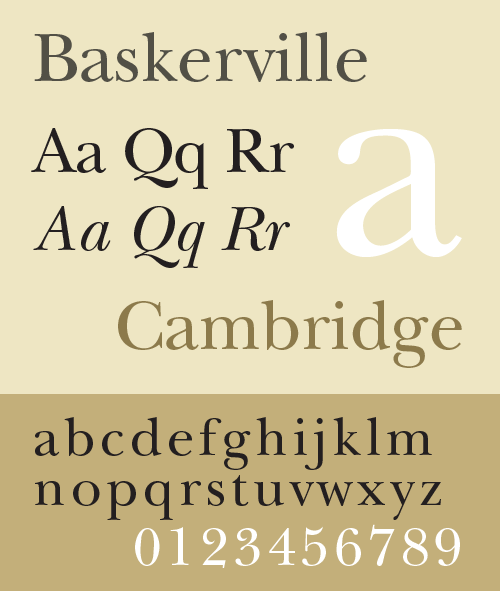
Baskerville
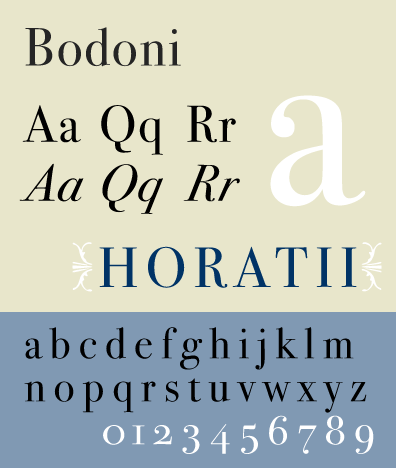
Bodoni
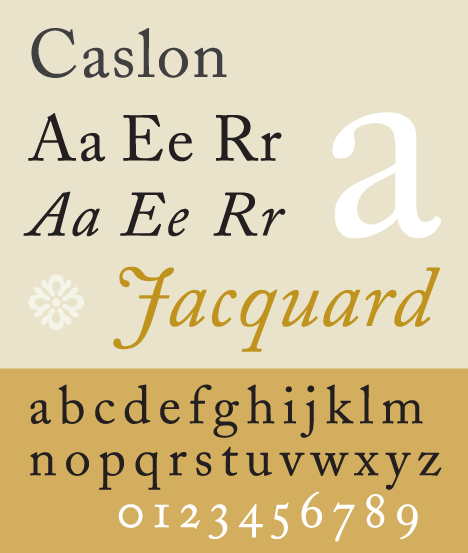
Caslon
Comic Sans
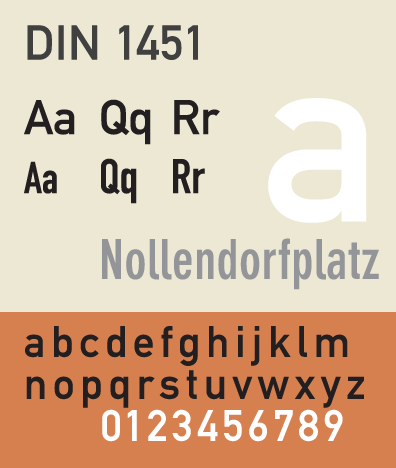
DIN 1451
Eurostile
Helvetica
Hobo
Minion
Palatino
Papyrus
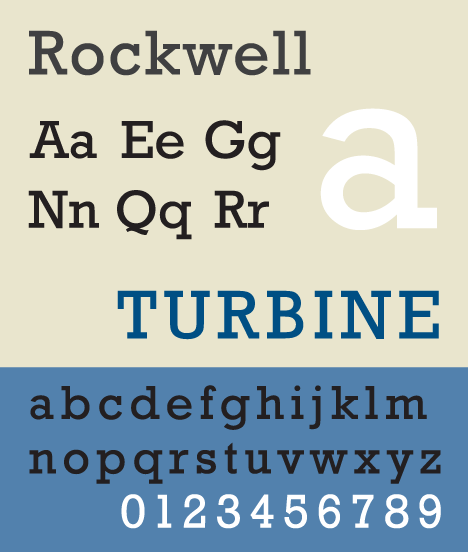
Rockwell
Thesis Serif

### Allgemeine Traditions- und Wissenspflege

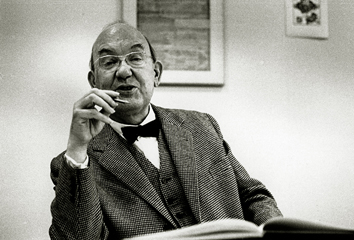
Jan Tschichold (1963)

Jahrhundertelang wurde typografisches Wissen vor allem in mündlicher Form an die jeweils nächste Generation weitergereicht. Bis heute sind Archive und Museen (wie etwa das Gutenberg-Museum in Mainz oder das Plantin-Moretus-Museum in Antwerpen) eine der wichtigsten Quellen, die Zugang zu frühen Dokumenten, Handwerksmitteln und Produktionsverfahren liefern. Ab dem 18. Jahrhundert gesellten sich zunehmend Schriftmuster-Bücher hinzu. Ein frühes ist das Manuale Tipografico des italienischen Schriftentwerfers Giambattista Bodoni aus dem Jahr 1815. Im späteren 19. und im 20. Jahrhundert avancierten geprintete, oft opulent durchgestaltete Schriftmuster-Bücher zu einem weitverbreiteten Mittel, mit dessen Hilfe Schrifthersteller – damals: Bleisatz-Gießereien – ihre Kundschaft über neue Schriften informierten. Aktuell stehen Schriftmuster vor allem in Form elektronischer Dokumente (PDFs) oder aber direkt auf Hersteller-Webseiten zur Verfügung.
Über die konkrete Präsentation neuer oder auch älterer Schriften hinaus existiert spätestens seit Beginn des 20. Jahrhunderts ein breit gestaffelter Sektor unterschiedlicher Fachliteratur. Die Fachliteratur differenziert sich aus in solche, die Raum für teils anspruchsvolle Fach- und Detaildiskussionen bietet und solche, die eher darauf versiert ist, praktische Fertigkeiten innerhalb der Branche zu vertiefen. Eine bekannte Publikation der ersten Richtung ist Die Neue Typografie von Jan Tschichold – ein programmatisches Pamphlet, welches das von den Bauhaus-Ideen geprägte Typografieverständnis der Neuerer propagierte. Mittlerweile sind so gut wie alle Bereiche der Typografie mit Literatur abgedeckt (siehe auch: Literaturliste sowie Weblinks im Anhang) – von historischen Themen wie etwa dem deutschen Frakturstreit bis hin zur Bedeutung der Grunge-Typografie in den 1990er-Jahren.
In der aktuellen Diskussion ein nicht unwesentlicher Punkt ist die Frage, ob Typografie – und, in diesem Kontext: Schriften – ein über den praktischen Gebrauchswert hinausreichendes Kulturgut ist. Angestoßen wurde diese Diskussion unter anderem von dem Berliner Schrift-Distributor FontShop. Unabhängig von der jeweiligen Antwort auf diese Frage haben im neuen Jahrtausend auch nicht fachspezifische Museen wie das New Yorker MoMA oder das Deutsche Technikmuseum in Berlin Vorstöße in Richtung Initiativen in diese Richtung ergriffen: das MoMa durch Ankauf und Präsentation einiger herausragender Schriften wie beispielsweise der ITC Galliard, das Deutsche Technikmuseum durch Start eines Projekts, in dessen Zug fünf ausgewählte Schriftklassiker des Berliner Bleigiesserei-Unternehmens Berthold in Form eines Open-Source-Projekts neu überarbeitet werden.

## Sparten der Typografie

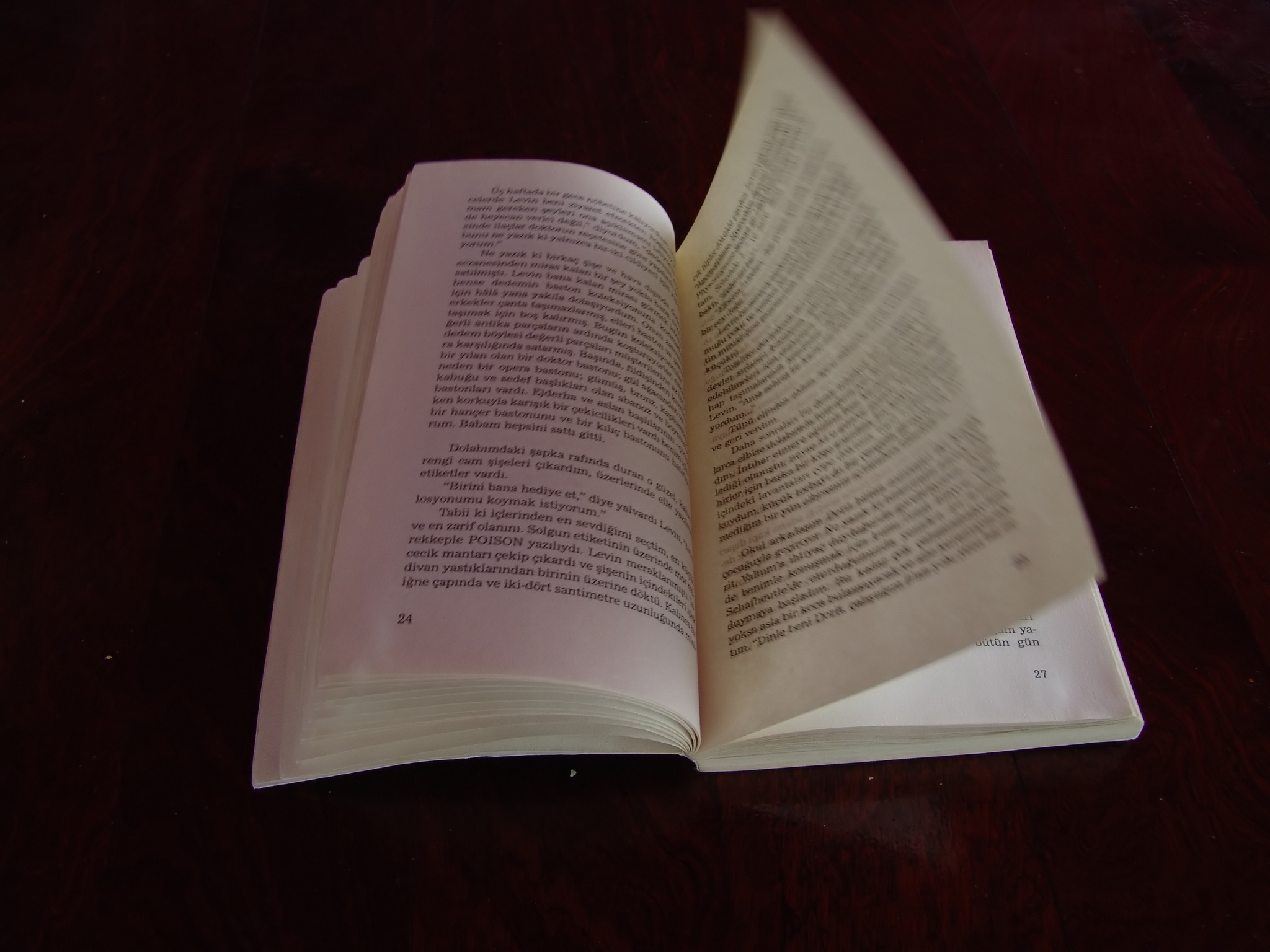
Klassisches Metier: der Satz von Büchern

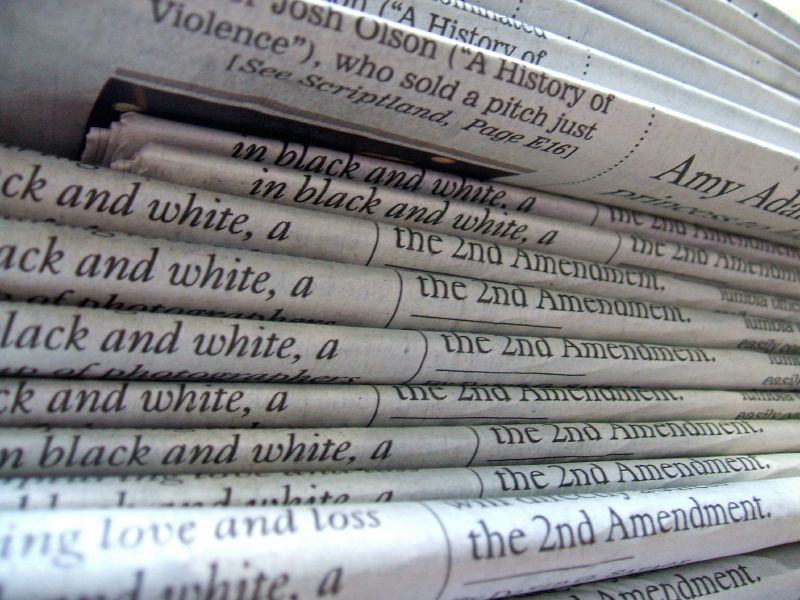
Bei Zeitungen ist der Wiedererkennungseffekt ein wichtiger Faktor

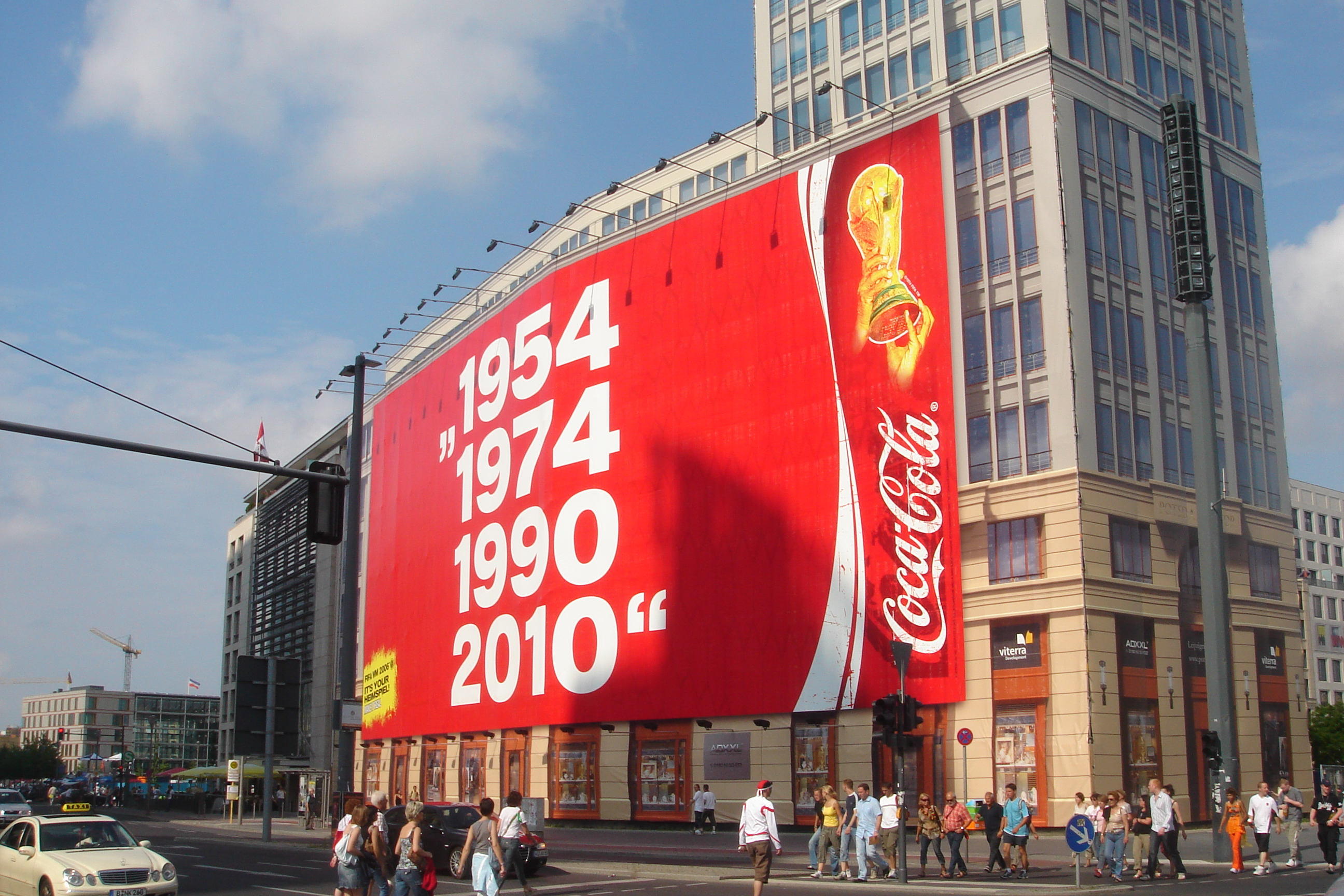
Außenwerbung am Potsdamer Platz, Berlin

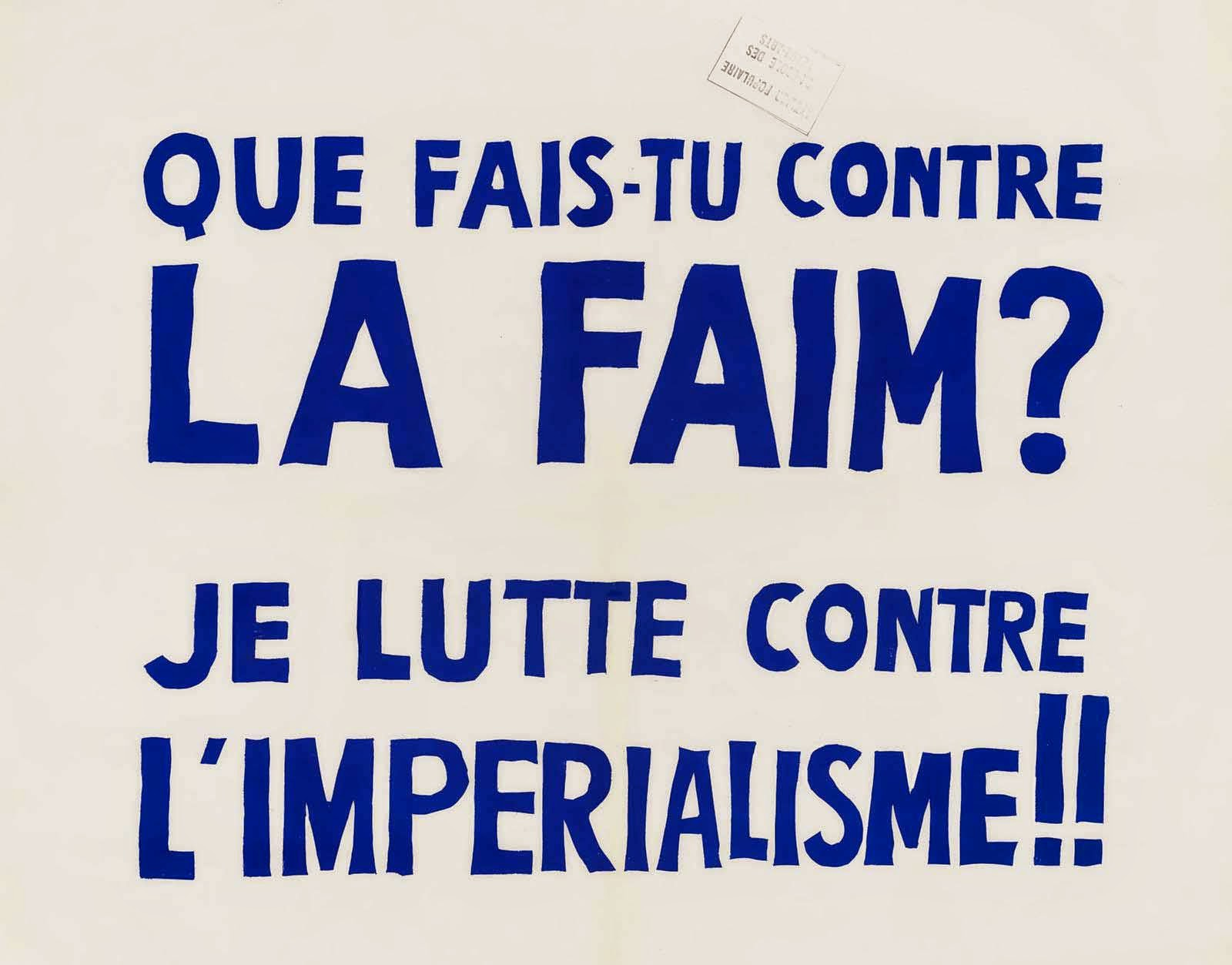
Alltags- und Gebrauchstypografie: Aufruf während des Pariser Mai 1968

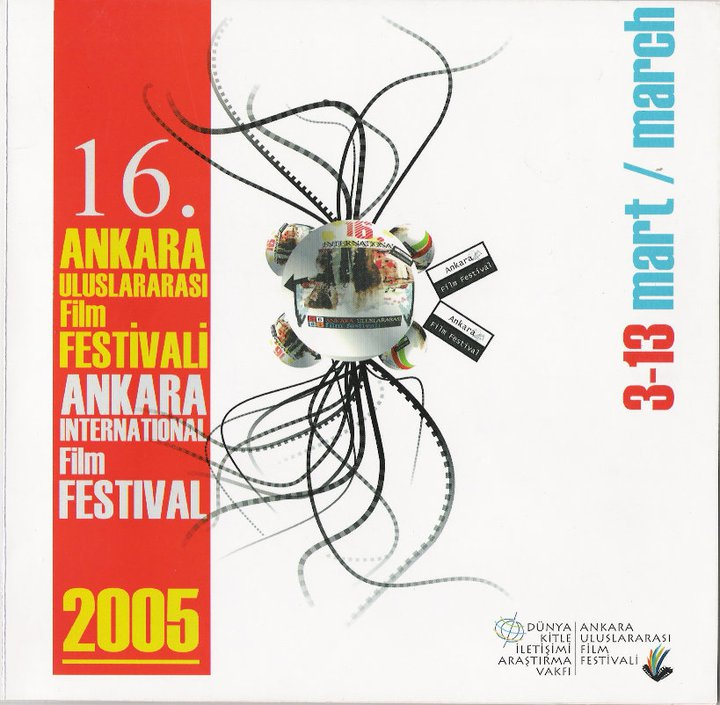
Corporate Design und Werbetypografie: Filmfestival-Plakat (2005)

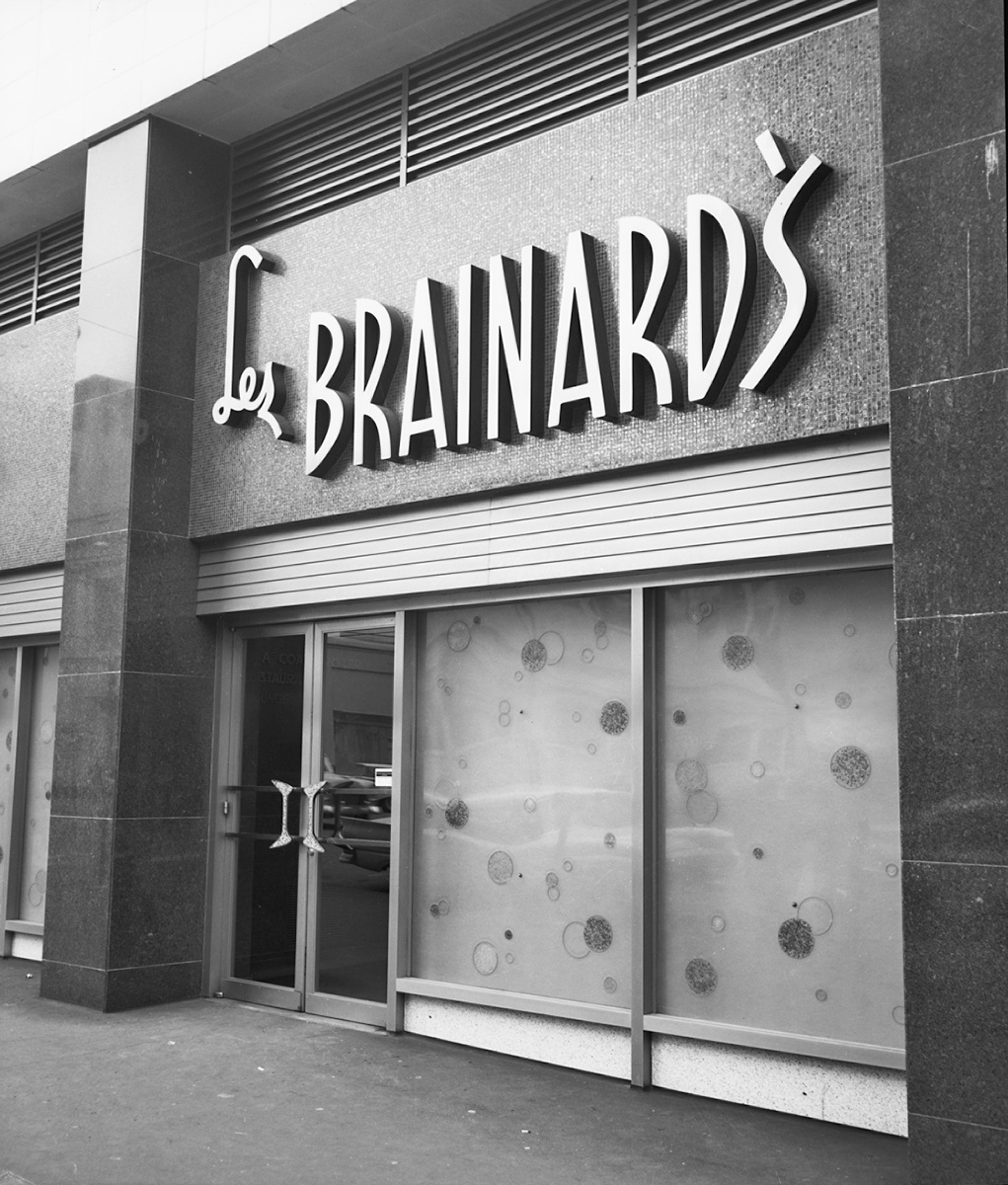
Außenwerbung im Art-déco-Stil für ein Restaurant in Seattle

Ebenso wie die Technik haben sich auch die einzelnen mit Typografie verbundenen Berufssparten sowie die Bereiche, in denen typografische Gestaltung stattfindet, im Lauf der Jahrhunderte elementar verändert. War bis weit in die Neuzeit der Buchsatz noch das bestimmende Metier, kamen im Lauf des 18., 19., 20. und 21. Jahrhunderts weitere Felder hinzu: zunächst der Zeitungs- und Zeitschriftendruck, später dann das Plakat, die Gestaltung von Werbeanzeigen, Infografik sowie das Corporate Design von Unternehmen. Ebenso nieder schlugen sich die Herausforderungen neuer Medien wie Film, TV und schließlich, seit den 1990er Jahren, das Internet. Obwohl das „Kerngeschäft“, die mikrotypografisch optimale Präsentation von Texteinheiten, in allen Segmenten ähnlich ist, gibt es vom Profil her doch erhebliche Unterschiede. Die einzelnen Sparten im Detail:

### Buchsatz
Nach wie vor ist der klassische, mit mehr oder weniger viel Text aufwartende Buchsatz die Domäne klassischer Serifenschriften. Die typografischen Anforderungen fokussieren vor allem auf den Faktor Leserlichkeit. Die Haptik rund um das Verkaufsprodukt Buch beinhaltet jedoch auch grafikdesignerische Komponenten. So zeichnen die Stiftung Buchkunst sowie andere Brancheninitiativen ästhetisch gelungene Bücher regelmäßig mit Preisen aus – so etwa im Rahmen der beiden Buchmessen in Leipzig und Frankfurt am Main.
Eine vergleichsweise junge Veränderung betrifft das Publizieren elektronischer Buchvarianten in Form von e-Books. Typografisch ist die Erstellung von e-Books insofern von Relevanz, als dass in diesem Medium – ähnlich wie bei Webseiten – eine Reihe mikrotypografischer Beschränkungen zum Tragen kommt wie beispielsweise eingeschränkte oder nicht vorhandene Möglichkeiten der Silbentrennung. Ebenfalls eingeschränkt ist in diesem Medium die Wahl einer geeigneten Schriftart – obwohl aufgrund entsprechender Fontformate die Wahlmöglichkeiten inzwischen größer sind.

### Zeitungs- und Zeitschriftensatz
Wesensbildend bei Print-Periodika sind die teils extrem eng getakteten Zeitfenster, innerhalb denen ein Print-Produkt fertiggestellt werden muss. Aus typografischer Warte unterscheiden sich die Herausforderungen von Zeitungs- und Magazinlayout zum Teil erheblich. Bei Tages- und Wochenzeitungen etwa bestimmt die Wahl einer geeigneten Fließtext-Schrift das Gesamt-Erscheinungsbildes erheblich mit. Die Wochenzeitung Der Freitag beispielsweise verwendet – ebenso wie die ARD – die Thesis Antiqua von Lucas de Groot als Hausschrift. Die Bild-Zeitung präsentiert in ihren Headlines die Helvetica Inserat – eine besonders fette, kondensierte Variante der Helvetica. Die Süddeutsche Zeitung schließlich offeriert seit 2012 einen Mix der drei Hausschrift-Varianten SZ Text, SZ Serif und SZ Sans.
Als Grund für den betriebenen Aufwand führt der Typograf Erik Spiekermann vor allem den Faktor Wiedererkennbarkeit ins Feld. Das Gesicht einer Zeitung entstehe überhaupt erst durch die verwendeten Schriften und ihrer Anordnung auf den jeweiligen Seiten – ein Gesamtbild, das nur über komplexe Raster sowie klar erkennbare Informationshierarchien sichergestellt werden könne.
Verglichen mit dem stark vorgegebenen – und im Prinzip „nur“ noch mit Text und Bildern zu befüllenden – Layout von Zeitungen sind beim sogenannten Editorial Design größere designerische Freiheiten nicht nur möglich, sondern in gewissen Rahmen sogar erwünscht. Prägend hier ist die Kombination aus Text und Bild. Ob stark vorgegeben (wie beispielsweise bei dem Nachrichtenmagazin Der Spiegel) oder in „Hochglanz-Optik“ durchdesignt wie etwa bei Modemagazinen oder auch der Musikzeitschrift Rolling Stone: Die Layouterstellung kommt sowohl bei Zeitungen als auch bei Magazinen und vergleichbaren Periodika ohne versierte Grafikdesigner respektive spezielle Verantwortliche in Form von Art Directors nicht aus.

### Werbung
Die Werbung hat sich – angefangen von der Gestaltung kleiner Anzeigen bis hin zu großen Plakat-Aushängen – zu einer eigenen Industrie entwickelt. Typografisch ist die Herausforderung hier die, die jeweilige Botschaft so punktgenau wie möglich an den Mann und an die Frau zu bringen. Der Inhalt von Werbebotschaften wird einerseits von der Zielgruppe, andererseits auch von dem jeweiligen Medium bestimmt. Bei Großplakaten etwa wird der Betrachtungsabstand als eigene Größe mit einkalkuliert. Da der Betrachtungsabstand etwa bei Plakatwänden deutlich größer ausfällt als etwa bei einem Buch, werden Bildelemente entsprechend gröber gerastert – ein Faktor, der auch aufgrund anfallender Datenmengen in Betracht zu ziehen ist.

### Klein- und Gebrauchsgrafik
Entfernt mit dem Sektor Werbung vergleichen lässt sich auch der Sektor der – zahlenmäßig nur schwer zu beziffernden – Klein- und Gebrauchsgrafik: Grußkarten, Visitenkarten, Signets, Flyer und Ähnliches. In großen Teilen wird diese Form Alltagstypografie von typografischen Laien erstellt – in der Regel unter Zuhilfenahme semiprofessioneller Office-Programme. Aus typografischer Warte sind alltagstypografische Produktionen oft mehr oder weniger stark verbesserungswürdig. Nichtsdestotrotz allerdings prägen auch diese Publikationen das Bild von Typografie in der Öffentlichkeit und sind, so gesehen, Teil des typografischen Alltags.

### Informationsdesign und Corporate Design
Informations-Leitsysteme wie beispielsweise die von U-Bahnen oder Straßenbeschilderungen stellen in Bezug auf die Information, die typografisch vermittelt werden soll, besondere Anforderungen. Im Wesentlichen geht es dabei darum, mit punktgenauer Information möglichst eindeutige Orientierung zu vermitteln. Als beispielhaft gilt hier etwa das Infosystem, welches der Typograf Adrian Frutiger für den Pariser Flughafen Charles de Gaulle entwickelte. Auf eine ähnliche Weise vereinheitlicht ist in Deutschland das Beschilderungssystem für den Straßenverkehr. Eine traditionelle Schrift in dem Segment ist die DIN-Schrift – eine Normschrift, die in den 1930ern auf den Weg gebracht wurde. Pendant zur DIN-Schrift in den USA: die Interstate – eine Schrift, die aus dem Beschilderungssystem der US-amerikanischen Interstate Highways abgeleitet wurde.
Das Corporate Design von Unternehmen ist weitverzweigt und beinhaltet mehrere Elemente: zum einen das Firmenlogo (Beispiele etwa: Google, BASF oder auch die Humboldt-Universität in Berlin), zum zweiten das Set an Schriften, welches bei Publikationen der jeweiligen Firma – etwa bei Werbekampagnen – zum Zug kommt. Flankierend hinzu tritt ein Set an Farben, die ebenfalls den Wiedererkennungswert des Unternehmens befördern sollen. Um die Einhaltung der jeweiligen Richtlinien zu gewährleisten, offerieren viele Unternehmen spezielle CI-Guides, die dem Zweck dienen, sowohl die eigenen Mitarbeiter als auch externe Freelancer mit den gewünschten Vorgaben vertraut zu machen. Eine Reihe Unternehmen geht noch einen Schritt weiter und gibt bei Schriftdesignern Exklusiv-Fonts in Auftrag – sogenannte Corporate Fonts.

### Künstlerische und kreative Typografie
Ein Gegenpol zu den stark durchnormierten Auftritten und Kampagnen großer Unternehmen sind Gestaltungen, die sich vor allem auf die künstlerischen Aspekte von Typografie versierten. In „zweckfreier“ Form zu finden sind sie vor allem im Umfeld von Kunst- und Grafikdesign-Lehreinrichtungen sowie Museen. Auch die Gestaltung vom Schriftmustern kann oftmals unter diese Richtung subsumiert werden. Im weiteren Sinn hat diese Form Typografie ihre Hochburg vor allem im weiteren Bereich der Populärkultur – etwa bei der Gestaltung von Booklets, Plakaten, Flyern und ähnlichen Produkten. Eine zeitlose Rolle in diesem Segment nimmt die Kalligrafie ein; entsprechende Kurse, Manuals und Sachbücher richten sich vor allem an Laien, welche sich für den kreativen Umgang mit Schrift interessieren.

### Online- und Webtypografie
Bis ins erste Jahrzehnt dieses Jahrtausends waren die Möglichkeiten der Texttypografie im Internet beschränkt. Da die damaligen Browser eh nur auf wenige Standardschriften zurückgriffen, ließen sich ambitionierter durchgestaltete Elemente nur in Form von Bildern und Grafiken hinzufügen. Mit dem Aufkommen von Webfonts hat sich die Situation verändert. Google Fonts beispielsweise offeriert ein Sortiment mit mehreren hundert Schriften, auf die bei der Gestaltung von Blogs und Webseiten zugegriffen werden kann. Die Handhabung allerdings erfordert – ebenso wie beim Webdesign allgemein – Spezialkenntnisse, die in die Obliegenschaft eines neu entstandenen Berufszweigs fallen – den Webdesignern.

## Berufsbilder und Rechtliches
Bis weit ins 20. Jahrhundert hinein waren für die praktische Umsetzung von Typografie vor allem Schriftsetzer zuständig. Mit der Verbreitung digitaler Verarbeitungstechniken änderte sich das Berufsbild essentiell. Seit 1994 sind die vormals eigenständigen Berufsfelder Schriftsetzer und Reprograf unter der Bezeichnung Mediengestalter Digital und Print zusammengefasst. In der Praxis beinhaltet der Beruf des Mediengestaltenden zusätzliche Grundkenntnisse in Bildbearbeitung sowie der Druckvorstufe. Grafikdesign ist zwar weiterhin eine eigene Ausbildungs- und Studienrichtung. De facto überlappen sich die Berufsfelder von Grafikdesignern und Mediengestaltern jedoch in zunehmendem Maß – wobei etwa in Werbeagenturen der Typ des Reinzeichners diese Position ausfüllt. Generell lässt sich folgende Faustregel aufstellen: Während Mediengestalter nach wie vor Kernkompetenz im Bereich Schriftsatz mitbringen müssen, sind Grafikdesigner eher für die Bereiche kreativer Entwurf und Layoutentwicklung zuständig.
Komplizierter geworden sind auch die Fragen, welche die Bereiche Lizenzrecht, Urheberrecht sowie die Verwendung von Schriften im Internet tangieren. Explizite Lizenzen für Schriften respektive Schriftentwürfe kamen erst im Verlauf des 20. Jahrhunderts auf, als Schriftgießereien hauseigene Entwürfe an andere Firmen lizenzierten. (Beispiel etwa: die ATF Bodoni, die ATF an Monotype sowie andere Firmen weiter lizenzierte.) Ein in die Zukunft weisendes Modell etablierte in den 1970er-Jahren die US-amerikanische ITC, die zu dem Zweck gegründet worden war, Designer-Entwürfe an alle potenziellen Interessenten weiterzuvermarkten.
Die Font-Technologie und die damit verbundene Verbreitung nicht-proprietärer Schriften rief erneut die Schrifthersteller auf den Plan. Was Anwender konkret mit Schriften dürfen, ist in den jeweiligen EULAs geregelt – den für Schriften-Anwender gültigen Lizenzbedingungen. Deren Ausgestaltung sorgte in der Vergangenheit für eine Reihe von Zwistigkeiten. Eine davon betrifft die verbreitete Praxis, Schriften in PDF-Dokumente einzubetten. Eine andere betrifft den Neuerwerb einer bereits lizenzierten Schrift in einem neuen Format. Akut wurde diese Frage dadurch, dass der Softwarehersteller Adobe 2020 kundtat, die Unterstützung für PostScript-Schriften mit den fortan erscheinenden Versionen von InDesign einzustellen. Eine weitere Streitfrage ist die lokale Einbettung von Webfonts in das Design von Internet-Seiten. Auf den Plan traten hier allerdings weniger Schrifthersteller als vielmehr Abmahn-Anwälte, welche sich rechtliche Lücken bei der Ausgestaltung diesbezüglicher EU-Richtlinien zunutze machten und zahlreiche Betreiber von Blogs und Webseiten mit Schadensersatz-Ansprüchen überzogen.

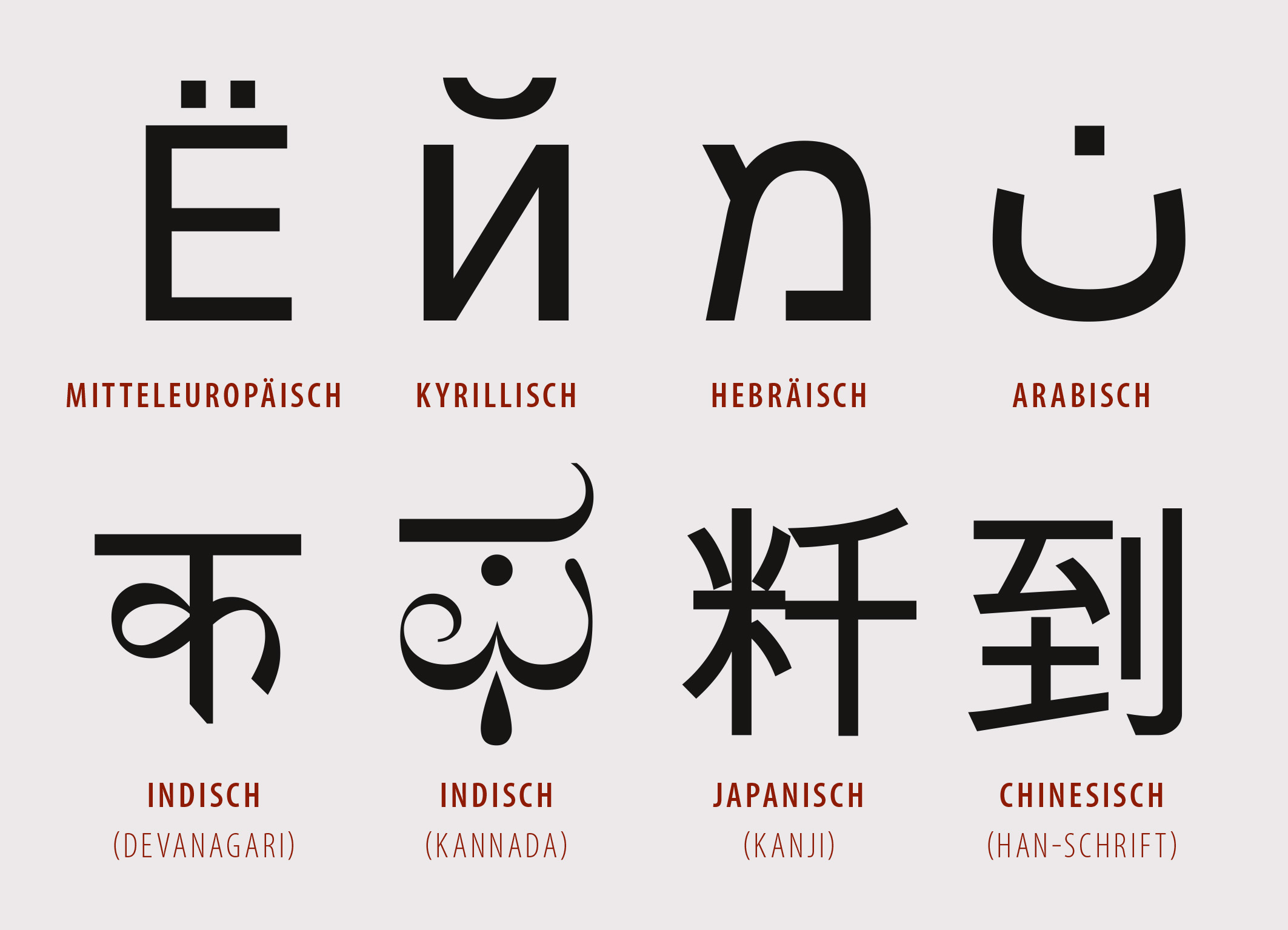
Beispiele für Zeichen der wichtigsten weltweiten Schriftsysteme

Verteilung der Schriftsysteme weltweit

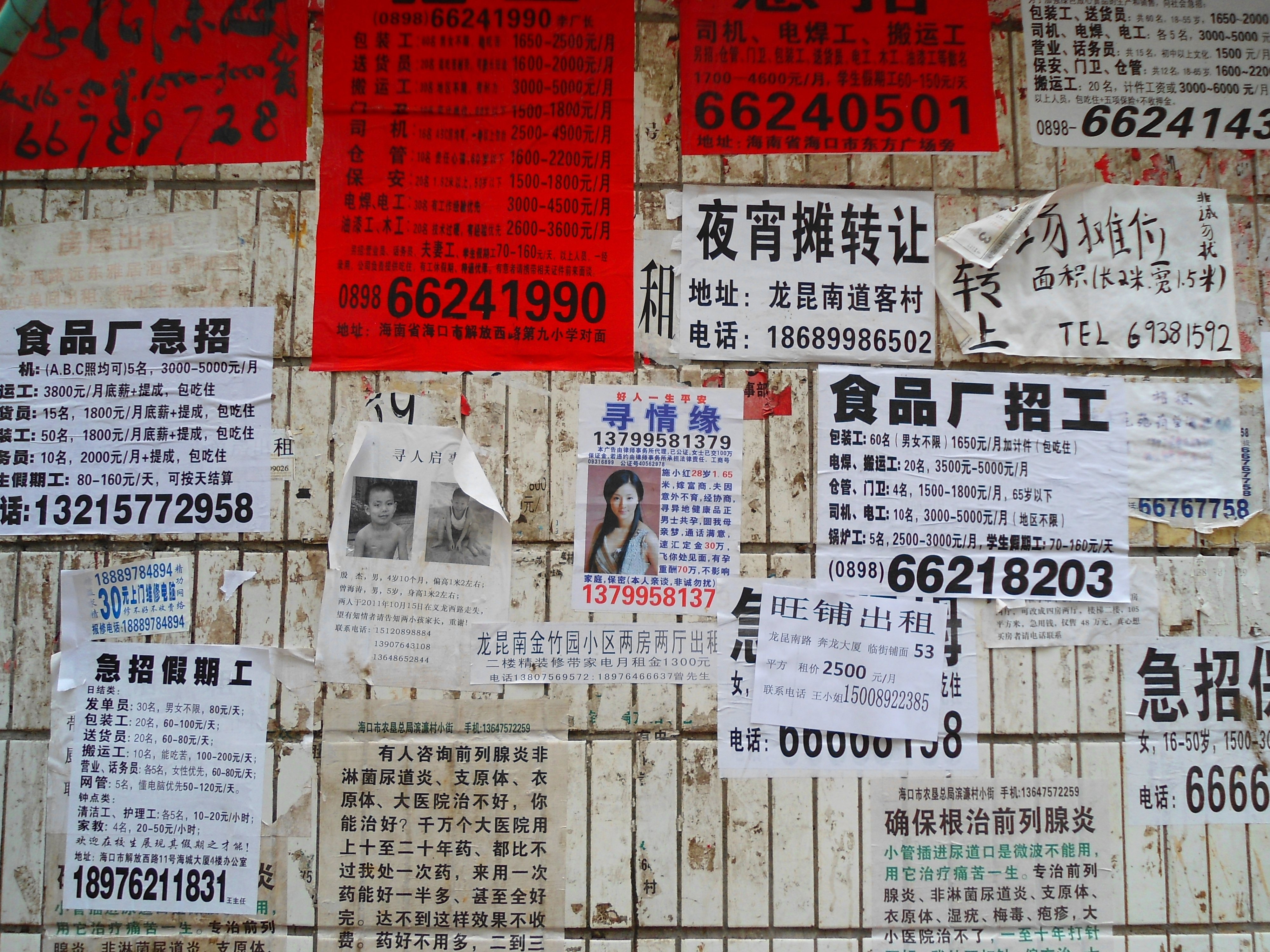
Die Verwendung von Elementen unterschiedlicher Schriftsysteme ist in den ostasiatischen Ländern weit verbreitet

## Typografie außerhalb des lateinschriftlichen Raums
Die Typografie in Europa und Nordamerika beschäftigt sich vorrangig mit typografischen Aspekten und Traditionen des Lateinischen Schriftsystems. Die in Deutschland geltende Klassifikations-Norm DIN 16518 etwa offeriert als Groborientierung die drei Schriftgattungen Antiqua-Schriften, Gebrochene Schriften und Nichtrömische Schriften. Die Gruppe der nichtrömischen Schriften deckt geografisch grob zwei Fünftel der Erdoberfläche ab. Zu den nicht-lateinschriftlichen Regionen zählen Nordafrika sowie der größte Teilen des asiatischen Kontinents. Inklusive des lateinischen existieren weltweit rund ein Dutzend große Schriftsysteme: das kyrillische, das arabische, die im süd- und südostasiatischen Raum verwendeten Systeme sowie das chinesische und japanische. Als mittelgroße hinzuzuzählen sind das hebräische und koreanische sowie das griechische. Ergänzend hinzu treten kleinere Schriftsysteme wie etwa das Georgische, das Mongolische oder das Äthiopische – Systeme, die sich vom lateinschriftlichen Alphabet ebenfalls grundlegend unterscheiden.
Grundsätzlich zu unterscheiden sind dabei Alphabet-, Silben- und Zeichenschriften. Zusätzlich von Bedeutung ist der Umstand, das jedes Schriftsystem mit einer Reihe ästhetisch-typografischer sowie traditioneller Besonderheiten aufwartet. Die fernöstlichen Schriftsysteme etwa sind nicht nur stark durch die chinesische Zeichenschrift geprägt mit ihrem viele tausend Zeichen umfassenden Symbolbestand. Auch Leserichtung (ein Mix aus vertikal und dem hierzulande geläufigen horizontal) und Blätterrichtung unterscheiden sich vom lateinschriftlichen Alphabet fundamental. Hinzu kommt die zusätzliche Präsenz lateinschriftlicher Elemente – am weitesten fortgeschritten in Japan, wo drei unterschiedliche Schriftsysteme nebeneinander verwendet werden und die jeweilige Mischung von einem teils festgeschriebenen, teils von Erfahrung geprägten Kanon unterworfen ist.
Regionsspezifische Besonderheiten weisen auch die Schriftsysteme auf dem indischen Subkontinent, in Südostasien sowie die Verwendung der arabischen Schrift in Nordafrika sowie im nah- und mittelöstlichen Raum auf. Neben der Handhabung grundlegender Schriftsystem-Besonderheiten sowie die Beachtung kultureller Besonderheiten spielen auch mikrotypografische Besonderheiten bei der Aufbereitung von Text hier eine Rolle (beispielsweise der Umstand, das ostasiatische Schriften auf Mittelachse anstatt Grundlinie ausgerichtet sind und Unterlängen von lateinschriftlichen Elementen oft angepasst – respektive: gekürzt – werden). Makrotypografisch wiederum – also beim Design von Drucksachen oder Webseiten – fallen unterschiedliche Lesegewohnheiten sowie ästhetische Traditionen ins Gewicht. Während in südasiatischen Medienprodukten teilweise stark ornamentale Elemente gebräuchlich sind, wird die hebräischschriftliche Typografie teils von den Idealen der (klassischen) europäischen Moderne geprägt.
Eine Brücke zwischen den unterschiedlichen Schriftsystemen schlägt vor allem der übergreifende, alle Schriftsysteme umfassende Standard Unicode. In den 1990ern etabliert, kartiert er alle Zeichen aus allen existierenden Schriftsystemen und fasst sie zu jeweils eigenen Blöcken zusammen. Praktisch bedeutet das, dass eine Schriftfontdatei mehrere Schriftsysteme abdecken kann. Die genauen „Anwendungsregeln“ bei der praktischen Umsetzung nicht-lateinschriftlicher Typografie sind bislang vor allem ein Thema von konkret damit befassten Experten. Deutlich verändert hat sich in dem Bereich das Angebot digitaler Schriftfonts: Die großen Softwarehersteller Microsoft, Apple und Adobe liefern zu ihren Betriebssystemen und Anwendersoftware-Paketen zwischenzeitlich eine Schriftfont-Ausstattung, die sämtliche großen Schriftsysteme abdeckt. Ähnliches gilt für Schrift-Foundries oder auch den Webfont-Bereich von Google, wo stetig neue Fonts für unterschiedliche Schriftsysteme erscheinen.

### Allgemein
- Jan Tschichold: Erfreuliche Drucksachen durch gute Typografie. Otto Maier-Verlag, Ravensburg 1960. Reprint: Maro-Verlag, Augsburg 1988, ISBN 3-87512-403-0.
- Emil Ruder: Typographie. 8. Auflage. Verlag Niggli AG, Sulgen 1968 / 2009, ISBN 978-3-7212-0043-0.
- Philipp Luidl: Typografie. Herkunft Aufbau Anwendung. Schlütersche Verlagsanstalt, Hannover 1989, ISBN 3-87706-290-3.
- Walter Bergner: Grundlagen der Typografie. Gestaltungshandbuch für Druckerzeugnisse. Fachbuchverlag Leipzig 1990, ISBN 3-343-00526-6.
- Otl Aicher: typographie. Reprint der Originalausgabe von 1988. Verlag Hermann Schmidt, Mainz 2005, ISBN 978-3-87439-683-7.
- Cyrus Dominik Khazaeli: Crashkurs Typo und Layout. Vom Schriftdesign zum visuellen Konzept. Rowohlt, Reinbek bei Hamburg 1995, ISBN 3-499-61252-6.
- Hans Peter Willberg, Friedrich Forssman: Lesetypografie. Verlag Hermann Schmidt, Mainz 1997, ISBN 3-87439-375-5.
- Hans Peter Willberg, Friedrich Forssman: Erste Hilfe in Typografie. Ratgeber für Gestaltung mit Schrift. Verlag Hermann Schmidt, Mainz 1999, ISBN 978-3-87439-474-1.
- Hans Peter Willberg: Wegweiser Schrift. Erste Hilfe für den Umgang mit Schriften. Verlag Hermann Schmidt, Mainz 2001, ISBN 978-3-87439-569-4.
- Phil Baynes, Andrew Haslam: Lust auf Schrift! Basiswissen Typografie. Verlag Hermann Schmidt, Mainz 2002, ISBN 978-3-87439-593-9.
- Erik Spiekermann: Über Schrift. Verlag Hermann Schmidt, Mainz 2004, ISBN 978-3-87439-661-5.
- Gavin Ambrose, Paul Harris: Grundlagen der Typografie. Stiebner Verlag, München 2007, ISBN 978-3-8307-1332-6.
- Claudia Runk: Grundkurs Typografie und Layout. Für Ausbildung und Praxis. Galileo Press / Rheinwerk Verlag, Bonn 2011, ISBN 978-3-8362-1794-1.
- Günter Schuler: Clevere Typografie macht Spaß. Cleverprinting, Holle 2012; ISBN 978-3-9814466-6-1
- Jim Williams, Gesine Hildebrandt: Schrift wirkt! Einfache Tipps für den täglichen Umgang mit Schrift. Verlag Hermann Schmidt, Mainz 2012, ISBN 978-3-87439-836-7.
- Joep Pohlen: Letterfontäne. Das ultimative Handbuch zur Typografie. Taschen, Köln 2015, ISBN 978-3-8365-5450-3.

### Mikro- und Lesetypografie
- Ralf Turtschi: Praktische Typografie. Gestalten mit dem Personal Computer. Verlag Niggli AG, Sulgen 1994, ISBN 3-7212-0292-9.
- Friedrich Forssman, Ralf de Jong: Detailtypografie. 4. Auflage. Verlag Hermann Schmidt, Mainz 2004, ISBN 978-3-87439-642-4.
- Stephanie de Jong, Ralf de Jong: Schriftwechsel. Schrift sehen, verstehen, wählen und vermitteln. Verlag Hermann Schmidt, Mainz 2008, ISBN 978-3-87439-746-9.
- Sabrina Öttl: Der erste Eindruck zählt! Das Handwerk der Typografie verstehen und anwenden. Verlag Hermann Schmidt, Mainz 2020, ISBN 978-3-87439-908-1.

### Makrotypografie, Gestaltung und Grafikdesign
- Ralf Turtschi: Mediendesign. Zeitungen – Magazine – Screendesign. Verlag Niggli AG, Sulgen 1998, ISBN 3-7212-0327-5.
- Jeremy Aynsley: Grafik-Design in Deutschland. 1890–1945. Verlag Hermann Schmidt, Mainz 2000, ISBN 978-3-87439-546-5.
- Andreas und Regina Maxbauer: Praxishandbuch Gestaltungsraster. Ordnung ist das halbe Lesen. Verlag Hermann Schmidt, Mainz 2002, ISBN 3-87439-571-5.
- Gavin Ambrose, Paul Harris: Designraster. Struktur oder Muster aus Linien, die als Gerüst für die Elemente eines Designs dienen. Stiebner Verlag, München 2008, ISBN 978-3-8307-1357-9.
- Manuela Krauß: Typografie für Grafikdesigner. wvb Wissenschaftlicher Verlag, Berlin 2014, ISBN 978-3-86573-801-1.
- Markus Wäger: Grafik und Gestaltung. Das umfassende Handbuch. Rheinwerk Verlag, Bonn 2016, ISBN 978-3-8362-4186-1.
- Jens Müller, Julius Wiedemann: The History of Graphic Design. Vol. 1. 1890–1959. Taschen Verlag, Köln 2017, ISBN 978-3-8365-6307-9.
- Jens Müller, Julius Wiedemann: The History of Graphic Design. Vol. 2. 1960–Today. Taschen Verlag, Köln 2018, ISBN 978-3-8365-7037-4.

### Schriften und Schriftgestaltung
- Georg Kurt Schauer (Hrsg.): Internationale Buchkunst im 19. und 20. Jahrhundert. Ravensburg Otto Maier Verlag, Ravensburg 1969
- Albert Kapr: Schriftkunst. Geschichte, Anatomie und Schönheit der lateinischen Buchstaben. Verlag der Kunst, Dresden 1971, ISBN 3-364-00624-5.
- Friedrich Friedl, Nicolaus Ott, Bernard Stein: Typographie – Wann wer wie / When who how / quand qui comment. Könemann Verlagsgesellschaft, Köln 1998, ISBN 978-3-89508-473-7.
- Günter Schuler: Der Typo-Atlas. Type Designs & Schriftfonts. SmartBooks, Kilchberg 2000, ISBN 978-3-908490-28-9.
- Günter Schuler: body types. Kompendium der Satzschriften: Serif, Sans Serif und Slab Serif. SmartBooks, Kilchberg 2003; ISBN 978-3-908492-69-6.
- Allan Haley: Schriftdesign. Menschen, Typen und Stile. mitp, Frechen 2002, ISBN 3-8266-0916-6.
- Axel Bertram: Das wohltemperierte Alphabet: Eine Kulturgeschichte. Faber & Faber, Leipzig 2004, ISBN 978-3-936618-38-9.
- Karen Cheng: Anatomie der Buchstaben. Basiswissen für Schriftgestalter. Verlag Hermann Schmidt, Mainz 2005, ISBN 978-3-87439-689-9.
- Michael Wörgötter: TypeSelect. Hermann Schmidt, Mainz 2010, zweite Auflage, ISBN 978-3-87439-685-1.

### Typografie weltweit
- Johannes Bergerhausen, Siri Poarangan: decodeunicode: Die Schriftzeichen der Welt. Alle 109.242 Zeichen der Typografie nach dem Unicode-Standard. Verlag Hermann Schmidt, Mainz 2011, ISBN 978-3-87439-813-8.
- Susanne Zippel: Fachchinesisch Typografie. Chinesische Schrift verstehen und anwenden. Verlag Hermann Schmidt, Mainz 2022, ISBN 978-3-87439-818-3.
- Rayan Abdullah: Typobau – Arabische Schriften und Typografie. Verlag Markenbau, Leipzig 2012, ISBN 978-3-9815197-0-9.

### Portale und Webseiten
- Typografie-Grundlagen. 22-teiliger Grundlagenkurs im Portal von onlineprinters Magazin
- Schriftgestaltung.com. Portal zum Thema Schriftgestaltung mit Schriftlexikon Die 70 beliebtesten Schriften
- typolexikon.de. Online-Lexikon zur Typografie von Wolfgang Beinert
- typo-info.de. Glossar-fokussierte Webseite zu Typografie, Layout und Schrift von Ralf Janaszek
- Typefacts. Portal zu Schrift und Typografie von Christoph Koeberlin, Norman Posselt und Frank Rausch
- Typografie.info. Fachwissen aus der Welt der Typografie von Ralf Herrmann und anderen
- Typography Nerd. Portal zu Typografie, Fonts und Grafikdesign
- Typography. Englischsprachiges Portal bei aiga.org

### Typedesign und Schriften
- TPTQ. Umfangreicher Portalbereich bei typoteque.com mit Fachbeiträgen zu Praxis, Theorie und Geschichte (englisch)
- Celebrating 25 Years of Adobe Originals. Artikelreihe im Adobe Typekit Blog zu Adobe-Schriften
- Creative Characters. Newsletter-Archiv der beiden MyFonts-Publikationen Rising Stars und Creative Characters
- typographica.org. Portal mit Rezensionen zu Schriften und Typedesign-Beiträgen (englisch)
- typecache.com. News-Portal zu neuen Schriften (englisch)
- Fonts in Use. Webportal mit Infos und Anwendungsbeispielen zu Schriften (englisch)
- luc.devroye.org. Webportal mit Infos zu Schriften und Schriftdesignern (englisch)
- Fontblog. Redaktionell betreuter Blog zum Thema Schriften. Herausgegeben von der Berliner FontShop AG

### Einzelbeiträge
- Typografie, Antje Dohmann, print.de, 2014, 2016 und 2017
- Einführung in die Typografie: ein Crash-Kurs zu wichtigen Begriffen, creativecloud.adobe.com
- Der ultimative Typographie-Guide: Alles zu Font Design & Co., canva.com
- Die 10 Grundregeln typografischen Gestaltens, viapronto.de, 1. August 2017

### Typografie weltweit
- decode unicode – the world’s writing systems. Infoportal zu Unicode, weltweiten Schriftsystemen sowie den in Unicode zusammengefassten Zeichen (englisch)
- The World’s Writing Systems, worldswritingsystems.org. Beispielseite zu insgesamt 256 Schriftsystemen